# Списак ликова игре L.A. Noire
L.A. Noire је Рокстарова видео-игра неоноарско‍-‍детективског жанра, коју је развио Тим бондај. Радња игре је фокусирана на полицијског детектива Кола Фелпса и његове партнере који заједно истражују и решавају разне законске прекршаје. Како је претходно био наредник у Маринцима САД у Другом светском рату, Фелпсова искуства током рата учинила су га бојажљивим те нагнала да се придружи Полицији Лос Анђелеса.
Кол Фелпс је примарни играчки лик. Њега прати још много других ликова, а најзначајнији су његови партнери: Ралф Дан, Стефан Бекауски, Расти Галовеј, Рој Ерл и Хершел Бигс. Фелпс има две љубави између којих не може да се определи: ту је његова супруга Мари те немачка певачица Елса Ликтман у коју се заљубљује захваљујући току радње. У једном мањем делу игре (при крају), играч контролише Џека Келсоа — истражитеља који се борио раме-уз-раме са Фелпсом током рата. Упркос сличностима у њиховој биографији, природа међусобног односа Фелпса и Келсоа поприлично је антагонистичка.
Тим девелопера у Тим бондају дизајнирао је изглед свих ликова (према стварним особама, глумцима), док је Брендан Макнамара био главни сценариста и режисер који се побринуо за њихове личности и манир(изм)е. Тим је желео да се играчи повежу са ликовима из игре, а глумци су се трудили да њихов перформанс учини целу ствар што реалистичнијом. Специфични израза лица снимљени су новоразвијеном технологијом „Мошонскен” (енгл. MotionScan), док су физички покрети углавном настали употребом стандардне технологије са сензорима за хватање покрета (енгл. motion capture). Ликови су добили похвале од многих часописа о играма. Глума је такође добила позитивне критике, укључујући номинацију и победу на Бафти 2012. године.

## Стварање и концепција
има преко 20 часова снимљеног гласа и преко 400 глумаца заслужних за изглед ликова у игри. Како би одабрао глумачку поставу, тим је одржавао тајне аудиције. Многи од Статонових споредних глумаца односно колега из ТВ серије Људи са Менхетна (енгл. Mad Men) такође су се појавили у игри, укључујући Винсента Картајзера, Рича Сомера, Мајкла Гладиса, Патрика Фишлера и Моргана Раслера. Сценариста игре и њен режисер Брендан Макнамара објаснио је како се ово десило захваљујући агенцији за кастинг, Шиф/Одино (енгл. Schiff/Audino), која је такође била ангажована и на раду за Људе са Менхетна. При кастингу глумаца за игру, тим је једноставно тражио „квалитетне глумце”; интересовања за широко познате глумце није било. Током својих наступа, глумци су покушавали да се представе што реалистичније. Режисер Мајкл Апендал је рекао: „Покушавам да пратим перформансе да бих осигурао да добијамо људски елемент који ће игру учинити неодољивом и занимљивом.”
L.A. Noire је препознатљив по томе што представља прву игру за чије је стварање коришћена новоразвијена технологија „Мошонскен” (енгл. MotionScan), коју је развила аустралијска компанија Депт аналисис. „Мошонскен” је технологија за хватање покрета која снима лице глумца са преко 1000 fps. Ова технологија је од виталног значаја за процес испитивања осумњичених/сведока у игри, зато што се од играча тражи да користе њихове изразе лица у току постављања односно после постављеног питања у циљу доношења суда о томе да ли испитаник говори истину, не говори оно што се од ње(га) тражи или можда лаже. Изрази лица глумаца снимљени су користећи „Мошонскен”, док су њихови физички покрети главе и остатка тела снимњени углавном користећи обичну технологију за хватање покрета.
Макнамара је био уверен да технологија употребљена у игри омогућава играчу да се повеже са ликом на начин на који то до тада није било могуће. Један од његових примарних циљева током развоја игре било је развијање самих ликова који играју највећу улогу у целој фабули. Макнамара је био става да ликови видео-игара, генерално говорећи, одржавају свој карактер и личност од почетка игре до самог краја; пројектом L.A. Noire, он је циљао на „одлазак на лично путовање са ликовима”. „Оно што ми додајемо у смесу је кинематографија филма и карактеризација и развој ликова ТВ шоуа”, рекао је Макнамара. Он је такође истраја(ва)о на томе да играње буде „засновано на људској интеракцији”, као и да се створе ликови за које ће се играч заиста заинтересовати.

## Главни ликови

### Кол Фелпс
Кол Фелпс (Арон Статон) главни је протагониста и играчки лик у видео-игри L.A. Noire. Фелпс је био наредник у јединици Маринског корпуса Сједињених Држава током Другог светског рата, где се нагледао много грозних и трауматичних догађаја; један од њих је битка за Окинаву. Часно је отпуштен из рата, а касније је добио и престижну Сребрну звезду; по повратку кући, одлучио се придружити Полицији Лос Анђелеса.
Фелпс је првобитно осликан као полицајац ниског чина који ради у полицији Велике наранџе, са позадином која укључује трауматична искуства проживљена у рату о чему он ретко прича. Како решава случајеве на патролном одељењу, заједно са Ралфом Даном, открива се да је он високоинтелигентан истражитељ; након што уз све похвале реши свој први случај представљен играчу, бива унапрећен у саобраћајца. Фелпсов рад у саобраћајном одељењу, где сарађује са новим партнером Стефаном Бекауским, доводи до решавања многих случајева убиства и преваре. Шест месеци после, Фелпса унапређују на одељење за убиства и додељују му Растија Галовеја за следећег партнера. Они заједно истражују разне случајеве које садрже сличности са убиством Црне Далије, хапсећи бројне осумњичене. Међутим, Фелпс није сигуран да ли су у притвору заправо праве убице; његове теорије се ултимативно показују тачним, а прави убица на крају бива упраћен и убијен; ово се због кршења протокола од стране његових и Растијевих надређених заташкава, али изврстан детективски рад не остаје недовољно примећен.
Унапређен у једно од највиших полицијских одељења — административни деск за пороке и наркотике — и у служби заједно са Ројем Ерлом, пред Фелпса се стављају многи изазови решавања законских преступа повезаних са дрогама. Током свог рада на пороцима, он открива да су многи полицајци у Лосанђелеској полицији корумпирани (укључујући Ерла). На овом одељењу улази и у аферу са ООВ за случај, певачицом Елсом Ликтман; Ерл ово одлучи пријавити шефу полиције, тако да Фелпс морадне предати значку и пиштољ те га се уназађује на одељење од мање важности — административни деск за подметање пожара. Ту радећи са Хершелом Бигсом Фелпс истражује и расплиће многе сумњиве пожаре, а докази га воде до сазнања како су ови пожари повезани и подметнути од стране чланова „Фонда за поновни развој предграђа” (енгл. The Suburban Redevelopment Fund), а реч је о синдикатском удружењу групе људи из највиших кругова друштва који под окриљем своје криминалне организације делују како би проневерили владин новац. Уз помоћ свог ратног друга Џека Келсоа, Фелпс проналази довољно доказа да би оправдао своје сумње, али пре него што се завера покаже очима јавности — Ликтманова бива киднапована, што ремети све планове. Кол и Џек је проналазе у тунелима Лос Анђелеса, у којима вода нагло надолази. Након што помогне Ликтмановој и Келсоу да побегну из тунела, Фелпс јаком струјом бива однесен у неповрат.
Статон је Фелпса описао као „ратног хероја… (…) …на мисији исправљања одређених неправди”. Макнамара за Фелпса каже да је „лик са моралним кодексом”, али истиче како ипак има неких пропуста. Статон је чврсто одлучио да се жели придружити пројекту након што му је Макнамара показао виртуелни свет игрице, лик Фелпса те употребу „Мошонскен” технологије. Нарочито је био заинтригиран „инкорпорацијом физичког перформанса у игру, комбинованог са неким стилистичким елементима и радњом”. Пре наступања, Статон је добио документ откуцан на 12 страница са основним контурама приче и информацијама о историји Фелпса. Тада је рекао да је документ примио јер пре почетка снимања једноставно није било довољно времена за читање детаљне скрипте од 2.200 страница. Пројекту се придружио по завршетку писања сценарија и развоја већинског дела виртуелног света. Статон је на пројекту L.A. Noire укупно радио око 18 месеци. Изјавио је следеће: „Узастопно сам мислим радио шест месеци, а потом следеће године ту-и-тамо дорађивао неке ствари, додавао, мењао и гланцао остатак.” Статон је „Мошонскен” процес назвао „изолирајућим искуством”, зато што је у соби глумио потпуно сам. Тврди да је пре снимања било потребно око 90 минута за сређивање његове косе, због технолошких захтева за прецизношћу, те да он „никад није носио ниједну федору током продукције, упркос изгледу Фелпса”. Макнамара првобитно није био наклоњен избору Статоновог кастинга, али га је потпредседник Рокстара задужен за креативност Ден Хаузер у коначници уверио у квалитет овог глумца. „[Кол Фелпс] је сукобљен и има поприлично ’дубине’, а [Статон] је одличан у доношењу ових карактеристика равно до играча”, рекао је Макнамара.

### Џек Келсо
Џек Келсо (Гил Макини) други је главни протагониста (деутерагониста) и споредни играчки лик у видео-игри L.A. Noire, истражитељ окружног тужиоца (енгл. District Attorney's&nbsp;/ D.A.'s Investigator). Био је амерички маринац у Другом светском рату, где је сведочио многим страшним догађајима и развио велико ривалство са Колом Фелпсом. После рата и отпуста из корпуса, Џек постаје истраживач потраживања (енгл. claims investigator) за калифорнијску компанију „Фајер ен лајф” (енгл. Fire & Life) која се бави осигурањима.
Шест месеци после запошљавања у калифорнијској осигуравајућој компанији, Џека проналази Кортни Шелдон који му открива како је — после крађе војних вишкова морфина при повратку из рата — Мики Коен дошао у посед одређене количине овог опијата ког је продавао наркоманима, изазивајући тако њихову смрт услед предозирања. Кортни је тада Џека питао за помоћ јер није желео да доспе у затвор и да се изазове још смрти. Џек му је преко воље помогао да преговара са Коеном, објашњавајући њихову намеру о заустављању снабдевања и продаје морфина, те је упозорио Коена да припрема освету. Међутим, Коен напада први и шаље плаћене убице да усмрте све Келсоове и Кортнијеве пријатеље, припаднике бивше ратне јединице који су били укључени у крађу морфина. Џека нетом после тога проналази Елса Ликтман, која му на предлог Кола Фелпса говори да одбија исплату 220.000 долара новца од осигурања за смрт Луа Бакволтера. Елса изражава тако своју сумњу у наизглед угледну компанију за обнову и развој „Елижан филдс” (енгл. Elysian Fields), која је желела да прикрије оно што је на први поглед изгледало као несрећна смрт њеног пријатеља Луа. Џек своју истрагу започиње на локацији изградње стамбених насеља (место Луове смрти), где открива да се куће граде од инфериорних и непоузданих материјала; касније сазнаје и о повезаности ове компаније са „Фондом за поновни развој предграђа”. Џек Келсо открива и како је његов шеф Кертис Бенсон део ове преваре, заједно са градоначелником Лиландом Монроом, шефом полиције, окружним тужиоцем и другим утицајним личностима. Потом открива да је преко њега Елса помагала Колу Фелпсу, са којим је нешто раније започела аферу. Упркос ривалству које постоји између њега и Кола, Џек обећава да ће наставити своју истрагу како би им помогао у разоткривању обмане.
После додатног истраживања, Џек је закључио да је план Лиланда Монроа био да спали куће смештене у предграђу и тако профитира од новца од осигурања а накнадно превари и владу која би му исплатила новац за земљиште којим би прошао нови ауто-пут. Након што се обрачуна са Монроовим људима, он згрожен проналази Кортнија да га пита о чему је реч; овај му одаје да је доктор Харлан Фонтејн помогао у располагању морфином при снабдевању наркомана истим. Џек упозорава Кортнија да више не верује Фонтејну јер га је он очигледно користио као жртвеног јарца у спровођењу дела велике завере. Међутим, недуго после овог сусрета, Џек сазнаје да је Елса киднапована а Фонтејн убијен. Открива се и да је паликућа који је радио за компанију за обнову био бивши маринац, оператор на пламенобацачу Ајра Хогбум, те да је Елса највероватније у његовом заробљеништву негде у тунелима Лос Анђелеса. По доласку у тунеле ове реке, Џек и Кол се пробијају кроз гомилу наоружаних криминалаца да би дошли до Ајре и Елсе која је под његовом заштитом. Ајра је излапео и психички је нестабилан, а Џекови покушаји да се разумеју бивају узалудни. Кол одводи Елсу на сигурно, док Џек из милосрђа убија полуделог Ајру. Хершел Бигс је после тога помогао Елси и Џеку да уз помоћ Кола изађу из тунела у којима вода нагло надолази; јака бујица односи Фелпса равно у смрт… На Фелпсовој сахрани, Елса пуца и љутито се обраћа Џеку речима „Ти себе називаш његовим пријатељем!?”. Хершел потом устаје да испрати и утеши Елсу, дајући Келсоу дознања да Фелпс никада није био његов пријатељ, на што овај одговара да му такође није био ни непријатељ.
Пред крај рада на последњем деску, играчи добијају контролу на Келсоом; играчки лик се потом насумично мења између њега и Фелпса. Иако су различити у изгледу и карактеру, ликовима се управља на истоветан начин. Када је говорио о промени играчког лика са Фелпса на Келсоа пред крај приче, Макнамара је рекао да је нарација „дошла до тачке где [Фелпс] није заправо могао да учини ишта више, те је потребно изаћи из домена контролисања полицајца тако ’деформишући’ правила”.

## Споредни ликови

### Стефан Бекауски
Стефан Бекауски (Шон Макгауан) партнер је Кола Фелпса на саобраћајном деску. Бекауски постаје партнер Фелпса након што је овај унапређен из патролџије у саобраћајца. Њихов однос је у почетку био доста анагонистички, али после постају блиски пријатељи. Бекауски је Фелпсу помогао да истражи и реши много случајева, разоткривајући неколицину завера, обмана и убистава. Фелпс је касније унапређен на одел за пљачке. После Фелпсовог коначног унапређења на одел за пороке, Бекауског премештају на убиства; Фелпсов нови партнер тада постаје Расти Галовеј.
Када је Макгауан дошао на аудицију за улогу Бекауског, осећао је моменталну повезаност са ликом која га је одушевила; Макгауан је за Бекауског рекао да је „мангуп ког треба глумити”. При разговору о својој улози, изјавио је како је осећао да је Бекауски у почетку био љубоморан на Фелпса, али да се та љубомора касније претворила у нешто позитивно. „Као добри стари брат он ће увек чувати његова леђа, али његова сра** да трпи никада неће”, рекао је Шон Макгауан. Он своју улогу Бекауског описује као „саркастичног полицајца без длаке на језику, који воли добру борбу и кул форе”, додајући да „лик има духовите примедбе али није увек идиот који зеза све око себе”.

### Расти Галовеј
Финбар „Расти” Галовеј (Мајкл Макгрејди) партнер је Кола Фелпса на деску за убиства. Галовеј је првобитно сарађивао са Флојдом Роузом, али након Роузовог пензионисања и Фелпсовог унапређења — за новог партнера добија Фелпса. Галовеј у почетку није волео Фелпса, односећи се према њему са дозом ароганције, али временом њих двојица постају бољи пријатељи. Прво су решавали случај убиства са сличностима случају Црне Далије. После решавања овог случаја, Галовеј и Фелпс добијају још сличних случајева у којима се види очигледна повезаност са Црном Далијом, с тим да су различити осумњичени хапшени на основу чврстих доказа. Пошто су постојали јаки докази и пресуде, Галовеј је одбацивао хипотезу о повезаности свих убистава, одбијајући и да под разно призна могућност једног серијског убице-психопате. Међутим, лагано изничу докази који везу између злочина чине све јачом, па тако Фелпс и Галовеј схватају да су сва убиства заиста повезана; пратећи трагове и истражујући како места злочина тако и доказе које им је психопата намерно остављао, они га успеју пронаћи и усмртити. Идентитет злочинца остаје сакривен од јавности јер Колов и Растијев командир одлучује из неког разлога прекршити протоколе. Фелпс потом бива промовисан на одел за пороке, а Галовејев нови партнер постаје нико други до Стефан Бекауски. При обраћању Галовеју, он није желео да га се ословљава његовим правим именом Финбар већ је инсистирао на коришћењу имена Расти.
Макгрејди је био импресиониран количином детаља и обимом истраживања спроведеног за прављење игре, као и начином на који је исклесан Галовејев лик; ово све га је уверило да након читања скрипте одлучно прихвати улогу. Макгрејди је рекао како му је сама његова интровертна личност помогла да се повеже са ликом. „Ја сам класични пример затворене особе, али ту своју затвореност могу да сузбијем када је неопходно. Мислим да је и Расти био један такав случај”, рекао је Мајкл Макгрејди.

### Рој Ерл
Рој Ерл (Адам Џ. Харингтон) партнер је Кола Фелпса на деску на пороке. Рој је делом заслужан за Фелпсово унапређење на одел за пороке и наркотике јер је схватио његову све већу славу и успешност. Њих двојица су радили на неколико случајева везаних за снабдевање морфином у Лос Анђелесу, као и прекидању ланца трговине марихуаном и спречавању рекета над једним боксером. Рој је био укључен у скандал са оделом за пороке, који би када би био разоткривен и показан јавности уништио целу тренутну корумпирану администрацију. Рој је својим и Фелпсовим надређенима укљученим у скандал открио аферу свог партнера са Елсом Ликтман и побринуо се да цела прича доспе до медија, у замену за улазак у круг великодостојника који су били део синдиката укљученог у прљаве послове. Ово је на крају узроковало Фелсово уназађење на одељење за подметнуте пожаре. Фелпс је заједно са Џеком Келсоом наставио да истражује синдикат, угрожавајући тако закулисни „рад” администрације. Међутим, прерана смрт Кола Фелпса омогућила је Роју Ерлу да од медија и очију јавности прикрије све доказе и сакрије превару, корупцију и укљученост синдиката у масовну обману. При раду са Колом, Рој је готово увек изражавао прозирно негодовање када се причало о морфину, његовом „растурању” и снабдевању наркомана истим, као и при било каквом помињању ичега везаног за синдикат и превару у којој је сам учествовао.
Харингтон Роја описује као „изнуреног, јаког, злог, окрутног, брутално искреног и… (…) … веома забавног”. И Харингтон и Макнамара осећали су како је Рој „један од највернијих ликова у погледу жанра”; његово деловање и став, укључујући изражавање расизма и мизогиније, истински су одражавали доба у које је смештена радња игре. Харингтону се приписују заслуге за све Ројеве изразе лица, али каже како је цео дијалог био већ написан (уп. ад либитум). Адам Харингтон је осећао да су перформанси настали уз помоћ технологије хватања покрета били заиста налик перформансима уживо, с тим да му се процес са „Мошонскеном” чинио „помало ограничавајућим”.

### Хершел Бигс
Хершел Бигс (Кит Сарабајка) партнер је Кола Фелпса на деску за подметнуте пожаре. Бигс је постао Фелсов партнер након што је овај премештен на ниже одељење, са порока на пожаре. У почетку је био веома негативно настројен према Фелпсу, углавном зато што није желео да му се додељује икакав партнер. Бигс постаје све наклоњенији свом сараднику када сазна за његову аферу. Док су истраживали подметнуте (намерно изазване) пожаре у кућама градског предграђа, њихови ставови се у потпуности разилазе: Фелпс уочава могућу повезаност између пожара, док Бигс одбија да поверује у овакву хипотезу јер мисли да његов партнер само жели повратити стару славу. Бигс бива очигледно збуњен при истрази још једне запаљене куће, док своју прекомерну и видљиву узрујаност приписује неугодним искуствима током Беловудске битке, када је амбар у ком је био заробљен са својом јединицом био спаљен. После истраживања компаније која нуди обнову изгорених домова, Бигс и Фелпс почињу све више увиђати везу између пожара и корпорације „Елижан филдс”. Они одлазе сазнати информацију више од власника (Лиланд Монро), иако им је запрећено (од стране капетана Макелтија и агента Роја Ерла, редом) да обуставе са истрагама свега везаног за утицајног Монроа, који је и сам Бигсу — ком није остало још много до пензије — јасно дао дознања да има везе којима се пензионисања могу „одложити”. Тада веома удружени партнери одлучују да затворе нерешен случај. Бигс и Фелпс настављају да и даље сарађују у великој мери и у потпуности верују један другом.
Њихову истрагу потом саботира корупција и Монроов утицај, али тада на сцену ступа Џек Келсо и помаже у разоткривању још доказа о завери иза које стоји Монро и „Фонд за поновни развој предграђа”. Када су Бигс и Фелпс истраживали убиство Харлана Фонтејна, открили су да је корумпирани фонд вршио изнуду непокретне имовине смештене на експропријацији преко које ће пролазити нови ауто-пут од високог значаја. Они улазе у тунеле Лос Анђелеса да би помогли у спасавању отете Елсе; ту проналазе паликућу ког су тражили све време, Ајру Хогбума. Бигс кроз шахт тунела извлачи Келсоа и Елсу на сигурно, док Фелспа убија водена бујица. На његовој сахрани, Бигс говори Келсоу да му Фелпс никада није био пријатељ, на што овај одговара потврдно али додаје и да му никада није био ни непријатељ.

### Елса Ликтман
Елса Ликтман или пр. нем. Елза Лихтман (Ерика Хејнац) немачка је певачица у ноћном клубу „Блу рум” (енгл. The Blue Room). Ликтманова је први пут упознала Фелпса након његовог унапређења са саобраћаног одељења, након чега он почиње гајити осећаје према Елси и све чешће посећивати клуб како би гледао њене наступе уживо. Када је Елса постала сведок истраге, Фелпс је пратио до њеног хотела; ту они започињу љубавну аферу. Ово је у коначници резултовало Фелпсовим уназађењем, као и повећањем интересовања за корупцију унутар Лосанђелеске полиције. Елса на наговор Кола тражи помоћ од Џека Келсоа, који открива још информација везано за корупцију и лоповски синдикат односно фонд. Када се Елса супротставила психијатру Харлану Фонтејну око рада синдиката и његове укључености у прљаве послове, он је напада; интервенцијом Ајре Хогбума, који је преузео и сакрио у тунеле реке, она бива привремено заштићена. Фелпс и Келсо је нетом после тога проналазе у тунелима, али Фелпс не успева да умакне речној бујици. На Фелсовом посмртном испраћају, Рој Ерл тврди како су оптужбе против Фелпса везано за аферу са Елсом биле лажне, што она не могне издржати; у нападу туге и беса, знајући ко је разоткрио „аферу”, она напушта комеморацију.
Хејнацова описује процес „Мошонскен” као „оносветски”. Елсине музичке наступе извела је немачка певачица Клаудија Брикен.

### Лиланд Монро
Лиланд Монро (Џон Нобл) оснивач је и извршни директор компаније за развој и обнову „Елижан филдс” (енгл. Elysian Fields), који је играо велику улогу настанку „Фонда за поновни развој предграђа” (енгл. The Suburban Redevelopment Fund), организације приватних инвеститора за изградњу домова за војна лица која се враћају у Лос Анђелес. Поред тога што је уложио огромну суму новца у организацију, Лиланд је развио план да изнуди милионе долара владиног новца: граде се „лажне” куће (тиме и јефтине), и то дуж експропријације којом ће за неколико година проћи модерни ауто-пут и коју ће тада морати да откупи влада, тако повраћајући уложени новац Монроа и његових сарадника који ће такође и профитирати. Стичући наклоност одређеног броја градских утицајних великодостојника, Монро је ефективно претворио фонд у криминални синдикат за остваривање илегалног профита. Пошто је купио већину имања, суочио се са проблемом власника који не желе продати своје домове; као решење, Монро је у масовну превару укључио доктора-психијатра Харлана Фонтејна; Фонтејн је успешно „хипнотизовао” већ психички нестабилног Ајру Хогбума да спаљује куће поменутих власника, омогућујући Монроу да се домогне и тих преосталих имања.
Након што су се детективи Кол Фелпс и Хершел Бигс почели мешати у Монроове послове и уочили његову укљученост у пожаре, посетили су га у његовој компанији где је Фелпс извршио полицијско испитивање; Монро је одбио све оптужбе. У међувремену, приватни истражитељ Џек Келсо радио је на разоткривању истине која стоји иза „Фонда за поновни развој предграђа”; он телефонира Монроа лично и тражи да се нагоде. Сумњајући да га жели преварити, Келсо му упада у вилу растурајући целу резиденцију и убијајући телохранитеље који су га штитили, а потом у његовом уреду проналази доказе о исплати корумпираних чланова синдиката, извештај о Фонтејновим криминалним радњама и списак власника чије је куће потребно спалити. Келсо је ранио Монроа у његову ногу и оставио га да искрвари. Монро је, међутим, успео да се извуче. Верује се да је након свих истрага стављен иза решетака.
Макнамара је контактирао Нобла при самом почетку развоја игре, отприлике 2005. године. Током развоја, Нобл је редовно посећивао студио и изводио тестове са „Мошонскен” технологијом. Развојни тим га је коначно позвао да игра лик Монроа, а он је поноду прихватио због технолошког напретка и доброг пријатељског односа са Макнамаром. Нобл је почео да глуми тек почетком 2010. године. Монроа описује као „веома посебног лика” у односу на улоге које он иначе тумачи.

### Харлан Фонтејн
Харлан Џ. Фонтејн (Питер Бломквист) клинички је психијатар који ради у Лос Анђелесу. После једног од својих предавања из психологије, Фонтејн је упознао бившег маринца Кортнија Шелдона и понудио му хонорарни посао у једној од својих клиника. Њих двојица се удружују и стварају близак однос ментора и студента; Шелдон се Фонтејну потпуно отвара у моментима психичке кризе: Шелдон открива како су он и остали маринци на повратку кући украли војне вишкове морфина који су остали после рата, а овај му предлаже одличан начин дистрибуције тог морфина по целом граду. Фонтејн и Шелдон улазе у тал, али Шелдон није био свестан да ће његов доктор илегално снабдевати наркомане већ је веровао да је реч о легалној употреби дроге у медицинске сврхе. Фонтејн му је заузврат обећао исплату од новца инвестираног у изградњу домова за војнике који су се из рата вратили кући, али права намера је заправо био профит од дилања дроге. Овај прљави новац Фонтејн је улагао у „Фонд за поновни развој предграђа”, тако постајући члан криминалног синдиката за изнуду милиона долара новца од осигурања. Када је Шелдон сазнао у шта га је уплео Фонтејн, он му се супротставио; Фонтејн га тада убија. Елса Ликтман потом проналази свог корумпираног доктора и оптужује га за исту ствар; у накани да убије и Елсу спречио га је Ајра Хогбум, који је стигао на време, убио га, а Елсу одвео на сигурно.

### Кортни Шелдон
Кортни Шелдон (Чад Тодхантер) бивши је морнарички маринац, који је служио под заставама Ратне морнарице и Маринског корпуса САД. Када се његова јединица на СС Кулриџу (енгл. SS Coolridge) враћала назад у Лос Анђелес, Шелдон је предложио да украду вишак морфина који је био укрцан на брод те да га одмах по доласку распродају. Пошто су то и учинили, операција дилања веома јаке опијумске дроге резултовала је смрћу великог броја наркомана; Шелдон је покушао да обустави целу операцију, на незадовљство гангстера Микија Коена, психијатра Харлана Фонтејна и остатка криминалне организације која је профитирала од снабдевања наркомана морфином. Када је затражио помоћ од доктора Фонтејна, са којим је развио блиску везу јер му је овај био ментор, он се прво сложио да узме морфин и преда га медицинским установама у сврхе лечења; касније се открива да је морфин доспевао на улице, а да је доктор профитирао и тај новац улагао у „Фонд за поновни развој предграђа”, синдикат основан да би се изнудио огроман новац од осигурања и владе. Када се Шелдон супротставио Фонтејну јер је открио да га је овај само искоришћавао како би се домогао новца, Фонтејн га је убио.

### Остали ликови
У табели испод дата су имена одабраних споредних ликова и глумаца који су их глумили, заједно са неким појединостима односно сажетим описима њихових улога у игри.
Испод доње табеле налази се комплетан списак ликова и глумаца (главни и споредни, разврстани према одређеним групама и [поједини] са додатним кратким описом).
Након што се напишу „Детаљи” за сваког лика односно свих > 300 најбитнијих ликова и глумаца постави у табелу испод, комплетан списак ликова и глумаца треба да се избаци из чланка.
| Лик                | Глумац                  | Детаљи |
| ------------------ | ----------------------- | --- |
| Ралф Дан           | Родни Скот              | Патролџија Ралф Дан је партнер Кола Фелпса док су радили на патролном оделу. Дан је радио поред Фелпса на његовим првим случајевима. Након што су успешно расплели случајеве неколико убистава, Фелпс бива промовисан и почиње да ради на саобраћајном оделу, док Дан остаје на старом радном месту. Касније се појављује поново (када Фелпс истражује случај пожара у компанији за галваностегију). |
| Малколм Карадерс   | Енди Амбергер           | Доктор Малколм Карадерс је мртвозорник који ради за Полицију Лос Анђелеса. Првобитно је сарађивао са Фелпсом током његовог рада на саобраћајном деску, појављујући се на месту неколико злочина. Када је Фелпс пребачен на убиства, он и Карадерс су се сусретали нешто чешће јер су истраживали низ језивих убистава. Карадерс је потом помогао у расветљавању случајева у којима је био битан ефекат морфина на човека (док је Фелпс радио на пороцима), а појављивао и се и на месту злочина где су изгореле бројне куће у кратком временском размаку (док је Фелпс радио на подметнутим пожарима, после уназађења). Изразио је презир према Фелпсу када је сазнао за његову прељубу са Елсом, жаљење за упропашћеним браком и настојање одржавања радне атмосфере и колегијалног односа како би се случајеви пожара у којима су невини људи оштећени или страдали решили што пре. |
| Роџер Бекет        | Мичел Финк              | Роџер Бекет (или само „Фотограф”) фотограф је места злочина, који се појавио у скоро сваком од случајева и фотографисао разне доказе (мртва тела, крваве предмете, заборављене фотографије, околне објекте и сл.). Бекет се појавио у укупно 14 случајева на 3 различита одељења: на саобраћајном одељењу у случајевима „Возачево седиште” (енгл. The Driver's Seat), „Конзулов аутомобил” (енгл. The Consul's Car), „Брак склопљен у рају” (енгл. ) и „Пали идол” (енгл. The Fallen Idol); на одељењу за убиства у случајевима „Убиство са црвеним кармином” (енгл. The Red Lipstick Murder), „Златни лептир” (енгл. The Golden Butterfly), „Убиство са свиленом чарапом” (енгл. The Silk Stocking Murder), „Убиство са белом ципелом” (енгл. ) и „Убиство секретара студија” (енгл. The Studio Secretary Murder); те на одељењу за пороке у случајевима „Црни Цезар” (енгл. ), „Лудост са марихуаном” (енгл. Reefer Madness), „Намештаљка” (енгл. ), „Голи град” (енгл. ) и „Предодређена судбина” (енгл. Manifest Destiny). Број значке Роџера Бекета је 3154, при разговору са Колом Фелпсом готово увек је саркастичан, а у транскрипцијској евиденцији именован је само као „ФОТОГРАФ” (енгл. PHOTOGRAPHER). |
| Џејмс Донели       | Ендру Коноли            | Капетан Џејмс Донели је полицајац који ради на полицијском одељењу за убиства. Први пут је упознао Фелпса током истраживања случаја убиства на патролном деску; Донели је био задивљен Фелпсовим могућностима и предложио је његово унапређење у детектива. Када је Фелпс дошао на убиства, Донели му је доделио Растија Галовеја за новог партнера. Давао им је упутства током њиховог рада на убиствима, помажући им тако у решавању њихових следећих случајева. Када је Фелпс оптужен за прељубу, Донели је изразио своју велику огорченост и разочарење. Лик капетана Донелија у одређеној мери је заснован на капетану Лосанђелеске полиције Џеку Донахјуу, као и оцу режисера и сценаристе игре Брендана Макнамаре. |
| Локлан Макелти     | Ренди Оглсби            | Капетан Локлан Макелти је полицајац који ради на полицијском одељењу за подметнуте пожаре. Саветовао је Фелпса и Бигса током њиховог рада на пожарима. Када је Фелпс почео да доводи послове Лиланда Монроа у сумњу, везано за истраге око неколико изгорелих кућа, Макелти га је љутито упозорио да истраге око Монроа моментално обустави, као разлог наводећи његов утицај и везе унутар градских институција. Макелти је касније похвалио Фелпса по завршетку истраге корумпираног „Елижан филдса” и расплитања случаја са у ваздух дигнутом „Галваностегијом Николсон”. |
| Гордон Лири        | Нед Вон                 | Капетан Гордон Лири је полицајац који ради на полицијском одељењу за саобраћајне прекршаје и повезане законске преступе. Редовно је давао задатке и упутства Фелпсу и Бекауском током њиховог периода у униформи саобраћајаца, шаљући их на разна места злочина. Лири је касније обавестио Фелпса да је унапрећен на одељење за пљачке, истучући одобравање метода које Фелпс користи у својим истрагама. |
| Арчибалд Колмајер  | Стив Ранкин             | Наредник Арчибалд „Арчи” Колмајер је полицајац који ради на полицијском одељењу за пороке и наркотике. Одрађивао је опште послове на овом одељењу, редовно распоређујући своје детективе на поједине истраге; комуницирао је са Фелпсом и Ерлом док су радили на случајевима разоткривања дилера дроге. |
| Ајра Хогбум        | Џ. Марвин Кембел        | Ветеран Ајра Хогбум је ментално нестабилни војник који је радио као оператор на пламенобацачу. Служио је за Шесту јединицу маринаца, заједно са Фелпсом и Келсоом. Борио се у бици за Окинаву, спаљујући непријатеље. Док је њихова јединица вршила рације јапанских склоништа, Фелпс је Хогбуму наредио да из милосрђа спали велик број цивила који су боравили у пећини склонути од непријатељске ватре; то је учинио јер је био свестан да би премештај у болницу за те Јапанце био нереална трка са временом, чији се победник већ знао. Пошто је гледао људе које је спаљивао док су вриштали у несносним боловима, Хогбум се бринуо о исправности својих потеза и из рата вратио као тешки болесник са дијагностицираним ПТСП-јем. Лечио се код психијатра Харлана Фонтејна, који га је манипулисао и хипнотисао да спаљује куће мислећи да је реч о делу процеса излечења; у стварности, Фонтејн је искоришћавао Хогбума како би на крају профитирао од „Фонда за поновни развој предграђа”. Не могавши умаћи осећају кривње који га је пратио након спаљивања куће у којој је боравила вишечлана породица, Хогбум се одлучио супротставити методама које је користио Фонтејн; игром случаја је стигао у Фонтејнову канцеларију на време и усмртивши психијатра спасао Ликтманову од сигурне смрти те одвео на сигурно (у тунеле реке Лос Анђелес). Келсо и Фелпс потом пристижу да избаве Елсу од других криминалаца, а Келсо одлучује да почини убиство из милосрђа (енгл. coup de grâce) и тако већ дебело излапелог Хогбума реши свих мука. |
| Мики Коен          | Патрик Фишлер           | Гангстер Мики Коен је члан Јеврејске мафије и пријатељ многих запосленика полицијског одреда за борбу против злоупотребе наркотика. Коен је ометао Фелпсову истрагу на одређеном броју случајева, и то заједно са својим телохранитељем Џонијем Стомпанатом. Коен контролише вођство послова око проституције, илегалног коцкања, рекетарства, дистрибуције наркотика и наручивања плаћених убица за уклањање свих који се сматрају неподобнима. У игри , Коен је фиктивна верзија правог гангстера Микија Коена (1913—1976) који је био укључен у сличне криминалне радње представљене у видео-игри. Патрик Фишлер је заслужан за стварање измишљеног Коена, а искуство у раду на стварању овог лика описао је као „право узбуђење”, поготово због Коенове стварне репутације и личних занимања за играње и понављање улога из гангстерског жанра. |
| Џони Стомпанато    | Енди Даволи             | Гангстер Џони Стомпанато је члан Јеврејске мафије и телохранитељ криминалца Микија Коена. Рођен је у Илиноису, у породици америчко-италијанских корена. Као амерички маринац био је у борбама у јужном Пацифику, Окинави, Кини итд. После рата долази у Лос Анђелес те се удружује са гангстерима које предводи окорели Коен. Као Коенова десна рука био је посредник између њега и Шелдона, достављајући Шелдону украдени морфин. Појављује се у новинама које се могу пронаћи при решавању случаја „Пали идол” (енгл. The Fallen Idol), када упознаје Шелдона са својим шефом. Следећи пут се опет појављује у новинама, сада при решавању случаја „Црни Цезар” (енгл. The Black Caesar); он је лик који отвара врата аутомобила Коену и стоји у позадини док Келсо разговара са Шелдоном. Може га се видети и у случају „Намештаљка” (енгл. The Set Up), када се у ватреном обрачуну бори на Коеновој страни. Када је Фелпс радио на пороцима, Стомпанато је био један од његових испитаника; то је било на случају „Предодређена судбина” (енгл. Manifest Destiny) да би се расветлило убиство Едија Макголдрика, а Стомпанато је био на Макголдриковој страни. Тада је имао и краћи разговор са Фелпсом о рату у ком су заједно служили као маринци. Џони Стомпанато је убијен када га је ћерка глумице Лане Тарнер (са којом је био у вези) збола у прса јер је хтео да нападне њену мајку. Тарнерина ћерка је ослобођена оптужби јер је убиство било оправдано. Међутим, Стомпанатова породица тужила је Тарнерову тражећи од ње 7 милиона долара одштете (данашњих 77 милиона долара); наводно је Мики Коен отплатио овај огромни дуг, а судски случај са Стомпанатом коначно је био затворен после много парница. Џони је сахрањен на оукландском гробљу у Вудстоку (Илиноис). Укопан је између своје мајке Кармеле на северу и свог оца Џона и маћехе Верене на југу. Његов брат Кармајн укопан је близу мале цесте, недалеко (западно) од Џонија. У игри , Стомпанато је фиктивна верзија правог гангстера Џонија Стомпанатоа (1925—1958) који је био укључен у сличне криминалне радње представљене у видео-игри; право Џони умро је када га је збола његова девојка Лане Тарнер, баш као и у игри; постоји још много подударања између овог лика и правог маринца и мафијаша. |
| Еди Макголдрик     | Елиот Бенџамин          | Гангстер Еди Макголдрик је члан Јеврејске мафије и бивши маринац Шесте америчке дивизије у Окинави. На путу за Лос Анђелес, он је заједно са својом јединицом (изузев Келсоа) украо око пола милиона сирета морфина који је на броду који је маринце враћао кући био транспортован као војни вишак. По повратку је постао члан „Коеновог криминалног синдиката” (енгл. Cohen Crime Syndicate), а сарађивајућу са Кортнијем Шелдоном зарадио је много новца. Тако је купио ноћни џез клуб у Холивуду (енгл. 111 Club) у ком је радила и хостеса Оливија. Она је шефа сматрала кореткним, али је истицала да се није разумео у менаџмент неопходан да би се клуб исправно водио. Макголдрик је својим запосленицима Битлстону и Боуу продао одређене количине морфина које су они сакривали у својима инструментима. Еди је убијен у пуцњави у свом клубу, заједно са музичарима. Ово је била Коенова опомена Шелдону шта ће се десити онима који буду радили оно што им није наређено (Еди је распродавао морфин коме код је стигао). Детективи Фелпс, Ерл, Бекауски и Галовеј дошли су да изврше увиђај и у клубу пронашли скривену дрогу, украдене цигарете и три БАР-а, што им је много помогло у даљој истрази. Бекауски у „Предодређеној судбини” каже да Еди има 26 година; у Фелпсовој теци је записано да Еди има 32 године. Много је вероватније да је лик био млађи. |
| Битлстон           | —                       | Битлстон је члан бенда у џез клубу (енгл. ) чији је власник био Еди Макголдрик. Свирао је трубу у четворочланом бенду, састављеном од Боуа, Корнела Тајрија и Тајрона Ламонта. У њиховом бенду радио је и музички агент Џермејн Џоунс, а понекад су свирали и у клубу у ком је наступала Елса Ликтман (енгл. ). Међутим, цео бенд је био састављен од наркомана који су редовно узимали дрогу добијену преко Битлстона и Боуа од Макголдрика, бишег маринца укљученог у пљачку брода СС Кулриџ. Када је Еди купио клуб, бенд је све чешће долазио да свира код њега, а након што им је шеф почео набављати дрогу — схватили су да је то њихово радно место из снова. Еди није поштовао одређена правила која је наметао Коен, тако да му је овај у клуб послао групу својих криминалаца који су све растурили и при томе убили и њега, и Битлстона, и Боуа. На место несреће дошли су Фелпс, Ерл, Бекауски и Галовеј. Ерл се нашалио на рачун бенда рекавши да се исти дословно комадао, алудирајући на смрт Боуа и Битлстона и то што су сви чланови били тешки наркомани. |
| Боу                | —                       | Боу је члан бенда у џез клубу (енгл. ) чији је власник био Еди Макголдрик. Свирао је у четворочланом бенду, заједно са Битлстоном, Корнелом Тајријем и Тајроном Ламонтом. У њиховом бенду радио је и музички агент Џермејн Џоунс, а понекад су свирали и у клубу у ком је наступала Елса Ликтман (енгл. ). Међутим, цео бенд је био састављен од наркомана који су редовно узимали дрогу добијену преко Битлстона и Боуа од Макголдрика, бишег маринца укљученог у пљачку брода СС Кулриџ. Када је Еди купио клуб, бенд је све чешће долазио да свира код њега, а након што им је шеф почео набављати дрогу — схватили су да је то њихово радно место из снова. Еди није поштовао одређена правила која је наметао Коен, тако да му је овај у клуб послао групу својих криминалаца који су све растурили и при томе убили и њега, и Битлстона, и Боуа. На место несреће дошли су Фелпс, Ерл, Бекауски и Галовеј. Ерл се нашалио на рачун бенда рекавши да се исти дословно комадао, алудирајући на смрт Боуа и Битлстона и то што су сви чланови били тешки наркомани. |
| Корнел Тајри       | —                       | Корнел Тајри је члан бенда у џез клубу (енгл. ) чији је власник био Еди Макголдрик. Свирао је у четворочланом бенду, заједно са Битлстоном, Боуем и Тајроном Ламонтом. У њиховом бенду радио је и музички агент Џермејн Џоунс, а понекад су свирали и у клубу у ком је наступала Елса Ликтман (енгл. ). Међутим, цео бенд је био састављен од наркомана који су редовно узимали дрогу добијену преко Битлстона и Боуа од Макголдрика, бишег маринца укљученог у пљачку брода СС Кулриџ. Када је Еди купио клуб, бенд је све чешће долазио да свира код њега, а након што им је шеф почео набављати дрогу — схватили су да је то њихово радно место из снова. Еди није поштовао одређена правила која је наметао Коен, тако да му је овај у клуб послао групу својих криминалаца који су све растурили и при томе убили и њега, и Битлстона, и Боуа. На место несреће дошли су Фелпс, Ерл, Бекауски и Галовеј. Корнел је морфин добијао са штанда продавача Флитвуда Моргана (енгл. ), који је дневне залихе узимао од Џермејна Џоунса, који је даље дрогу набављао преко члана Коеновог синдиката Ленија Финкелстина. Морган је дрогу са трафике носио тако што је сирете лепио испод чаша за кокице, те на тај начин — усред бела дана — достављао Тајрију, који се дрогирао заједно са Ламонтом у њиховом стану. Фелпс и Ерл дошли су да истраже смрт Тајрија и Ламонта, а тада су и открили иновативан начин преношења дроге од чијег предозирања су ова два музичара преминула. Ерл се нашалио на рачун бенда рекавши да се исти дословно комадао, алудирајући на смрт Боуа и Битлстона и то што су сви чланови били тешки наркомани. Када је Фелпс пронашао Тајријев новчаник и отворио га, рекао је „Кажу да само добар умире млад.”; ово је била алузија на песму репера Фифти Сента, која се зове Добар умире млад (енгл. Good Die Young). |
| Тајрон Ламонт      | —                       | Тајрон Ламонт је члан бенда у џез клубу (енгл. ) чији је власник био Еди Макголдрик. Свирао је у четворочланом бенду, заједно са Битлстоном, Боуем и Корнелом Тајријем. У њиховом бенду радио је и музички агент Џермејн Џоунс, а понекад су свирали и у клубу у ком је наступала Елса Ликтман (енгл. ). Међутим, цео бенд је био састављен од наркомана који су редовно узимали дрогу добијену преко Битлстона и Боуа од Макголдрика, бишег маринца укљученог у пљачку брода СС Кулриџ. Када је Еди купио клуб, бенд је све чешће долазио да свира код њега, а након што им је шеф почео набављати дрогу — схватили су да је то њихово радно место из снова. Еди није поштовао одређена правила која је наметао Коен, тако да му је овај у клуб послао групу својих криминалаца који су све растурили и при томе убили и њега, и Битлстона, и Боуа. На место несреће дошли су Фелпс, Ерл, Бекауски и Галовеј. Тајрон је морфин добијао са штанда продавача Флитвуда Моргана (енгл. ), који је дневне залихе узимао од Џермејна Џоунса, који је даље дрогу набављао преко члана Коеновог синдиката Ленија Финкелстина. Морган је дрогу са трафике носио тако што је сирете лепио испод чаша за кокице, те на тај начин — усред бела дана — достављао Тајрону, који се дрогирао заједно са Тајријем у њиховом стану. Фелпс и Ерл дошли су да истраже смрт Тајрија и Ламонта, а тада су и открили иновативан начин преношења дроге од чијег предозирања су ова два музичара преминула. Ерл се нашалио на рачун бенда рекавши да се исти дословно комадао, алудирајући на смрт Боуа и Битлстона и то што су сви чланови били тешки наркомани. |
| Џермејн Џоунс      | Димитријус Грос         | Џермејн Џоунс је један од осумњичених у случају „Црни Цезар” (енгл. The Black Caesar). Водио је резервацијску агенцију за музичаре, а међу познатом клијентелом били су Битлстон, Боу, Корнел Тајри и Тајрон Ламонт. Џоунс је био део Коенове организације која дистрибуише украдени морфин, а као добављач радио је заједно са Мерлоном Отијем; обојица су морфин добијали од Ленија Финкелстина из компаније за превоз намештаја (енгл. Ramez Removals). Један од Џоунсових дистрибутера био је Флитвуд Морган, који је сирете морфина лепио за дно чаша за кокице и тако достављао члановима бенда. Када су Ламонт и Тајри умрли од предозирања, Морган је одао Џоунса као свог добављача. Потом агенти Фелпс и Ерл упадају у Џермејнов уред где у радију проналазе сакривену дрогу, и то помоћу поруке о фреквенцији коју је Фелпс пронашао у стану као доказ и која је била окидач за отварање поклопца радија. Џермејн тада наређује двојици својих људи да пребију детективе, што овима не полази за руком. Детективи га тада испитују и сазнају да он ради за Финкелстина, као и за везу са организатором илегалних коцкарских дружења Отијем. Џоунс и његови телохранитељи завршили су у затвору, а Фелпс је обећао да ће се потрудити да казна буде што мања јер је Џермејн ипак сарађивао. |
| Флитвуд Морган     | Грег Дејвис мл.         | Флитвуд Морган је један од осумњичених у случају „Црни Цезар” (енгл. The Black Caesar). Морган је радио као радник на штанду за продају хране „Црни Цезар” (енгл. The Black Caesar Food Hut), а био је и део рекета са морфином који је предводио криминалац Мики Коен. Флитвуд Морган је дневне залихе морфина за продају добијао од Џермејна Џоунса. Користећи свој штанд као завесу, он је дистрибуисао сирете морфина лепећи их на дно чаша за кокице; два истакнута купца била су Корнел Тајри и Тајрон Ламонт. Одређен део своје зараде, Флитвуд је прокоцкао у Мерлоновом кладионичарском рекету. Када су Ламонт и Тајри умрли од предозирања, Морган је одао Џоунса као свог добављача. Агенти Фелпс и Ерл су пре тога посетили Морганов штанд, и то након што су били у стану двојице убијених чланова бенда и тамо открили да се дрога по дану преносила испод чаша за кокице. Морган је хтео да помогне, али је ухваћен и испитан (тада је одао Џоунса као особу која је њему доносила дрогу). Флитвуд Морган је на крају завршио у затвору, оптужен за трговину дрогом и опирање хапшењу. |
| Мерлон Оти         | Енди Даволи             | Мерлон Оти је један од осумњичених у случају „Црни Цезар” (енгл. The Black Caesar). Оти је водио легални посао са кладионицама, али је користио илегални систем ожичавања који је недозвољен према законима о кладионичарству. Корумпирана администрација из полиције дозволила му је да настави са вођством свог посла, с тим да ће део зараде ићи и у њихове џепове. Оти је водио рекетарске послове за Ленија Финкелстина, а тиме је био део „Коеновог криминалног синдиката” (енгл. The Cohen Crime Syndicate). Хосе Рамез, близак сарадник Ленија Финкелстина, дуговао је Мерлону Отију новац од коцкарских губитака. На Отијево разочарење, Лени и Хосе су почели да дистрибуишу украдени морфин те су и њега уценили да мора да им се придружи као добављач. Оти је имао намеру да води чист посао, али захваљујући својим пријатељима увучен је у ланац дилера и корумпираних полицајаца. Када су истраживали смрт Тајрона Ламонта и Корнела Тајрија, детективи Кол Фелпс и Рој Ерл сазнали су од Флитвуда Моргана и Џермејна Џоунса да је Мерлон Оти свој посао са кладионицама проширио и на дрогу. Након што су га посетили, у његовим слот-апаратима нашли су илегално ожичавање те неколико сирета дроге; Фелпс је апарат отворио намештајући комбинацију на слику вишње, слику звонцета и речи „победа” (енгл. cherry, bell and "win"). Оти је покушао да побегне, али је ухваћен. Фелпс је истражио његов „антички штап” и у њему пронашао важну поруку од Хосеа Рамеза. При испитивању, Мерлон је открио да су га Лени и Хосе приморали да ради њихове прљаве послове. Послат је у затвор са оптужницом за рекетарство и трговину дрогом. |
| Лени Финкелстин    | Брус Нозик              | Лени „Финк” Финкелстин је један од осумњичених у случају „Црни Цезар” (енгл. The Black Caesar), а ради за свог зета Микија Коена у „Коеновом криминалном синдикату” (енгл. The Cohen Crime Syndicate). Мики га баш и није волео. Лени Финкелстин је радио и у Компанији за производњу леда „Поларни медвед” (енгл. Polar Bear Ice Company), зато што су дрогу сакривали и у блокове леда где је температура била веома погодна за чување ове дроге. Хосе Рамез је у овом процесу био прималац и пошиљалац односно превозник дроге до Мерлона Отија и Џермејна Џоунса. Иако је на први поглед био део рекета, Финкелстин је више био лик који је требало да послужи као Коенов жртвени јарац у случају разоткривања целог рекета. Кол Фелпс и Рој Ерл дошли у компанију за прављење леда да би ухапсили Ленија Финкелстина, а након пробијања кроз његове наоружане раднике и покушаја преговарања са Финкелстином који је требало све да исприча и ода одређене људе — он одбија да буде приведен, тако да га детективи убијају у самоодбрани. Реч финк (енгл. fink) ’40-их је представљала жаргонски израз за доушника или кртицу; ово одговара самом карактеру Финкелстина, а можда је и само случајност да се презиме слагало са овим изразом односно Финкелстиновим надимком Финк. |
| Хосе Рамез         | Брајан Бернет           | Хосе Виктор Рамез је један од осумњичених у случају „Црни Цезар” (енгл. The Black Caesar). Био је власник компаније за превоз намештаја (енгл. Ramez Removals) и као пријатељ Ленија Финкелстина члан Коеновог синдиката (енгл. The Cohen Crime Syndicate). Рамез је сарађивао са Финкелстином у дистрибуцији украдених вишкова морфина. Пошто је управљао великим складиштем за намештај, могао је да у њему сакрива велике количине дроге и даље их прослеђује добављачима. Био је зависник о коцки и дуговао је одређену суму новца Мерлону Отију. Преко Рамеза, Финкелстин је приморао Отија да постане један од централних дистрибутера, заједно са Џермејном Џоунсом. Детективи Кол Фелпс и Рој Ерл сазнали су за Рамезову укљученост у трговину дрогом те су дошли да истраже његово складиште. Он је, међутим, сео у камион и дао се у бекство; његови радници су у потери бацали делове намештаја на детективе како би их успорили и у коначници зауставили. То им није пошло за руком и Виктор Рамез бива ухваћен. Фелпс и Ерл открили су у складишту чудну воду која их је довела до једне просторије забарикадиране великим пакетима; након што је Фелпс — користећи кран из складишта — уклонио ове пакете да омогући приступ тој просторији, унутра је са својим партнером пронашао блокове леда са дрогом сакривеном у средишњим деловима. Рамез је у међувремену савладао полицајца који га је чувао и са сачмарицом улетео у складиште, али након кратког ватреног обрачуна са Фелпсом бива усмрћен. |
| Мари Фелпс         | Кони Флечер             | Мари Фелпс је супруга главног лика у игри, Кола Фелпса. Са Колом има две ћерке. Њен муж углавном одбија да помиње своју породицу, а за Мари каже да само да је „мајка његове деце”. Кол такође болује од ПТСП-ја, иако се то нигде није експлицитно манифестовало; међутим, због траума које је доживео у рату он се дистанцирао од своје жене и њихове деце те фокусирао искључиво на детективски рад. У току свог рада на једном од случајева, Марин муж се заљубљује у немачку певачицу Елсу. Када Мари сазна за ову прељубу (добивши пакет са сликама експлицитног садржаја које узменире и њу и њено двоје деце), она одлучи да је њеном браку дошао крај те напушта Кола заувек. Мари је великим делом заслужна за премештање Кола на одељење за пожаре јер је — јавно осрамоћена у медијима — згранута подигла тужбу и побринула се да њен муж у ког се разочарала (и који јој је признао прељубу без длаке на језику) барем на неки начин испашта за своје грешке. Кони Флечер према којој је настао лик Мари Фелпс, супруга је Арона Статона (глумац према ком је настао лик Мариног мужа, Кол Фелпс) у стварном животу. Мари и њене ћерке могу да се назру како на Фелпсовој комеморацији седе у првим редовима. |
| Лу Бакволтер       | —                       | Луис Жан „Лу” Бакволтер (Баквејтер) или пр. нем. Луис Јан „Лу” Бухвалтер је неприказани лик у игри који је био близак са Елсом Ликтман. Током Хитлеровог успона на власт, Лу је са Елсом избегао из Немачке у Америку, где се с њом зближио. Провели су заједно око четири године на имигрантском острву Елис. Елса је Луа описала као „јединог човека који ју је волео, а да није ставио руке на њено тело”; никада није разрешено да ли је овиме имплицирана његова сексуална оријентација или само то да је сматрао да му је Елса из неког разлога била као сестра. Било како било, он и Елса су остварили довољну везу да је он именује за свог корисника животног осигурања, што значи да му је када се ближио смрти она била најбитнија особа у животу. Доктор Харлан Фонтејн му је пронашао посао у „Елижан филдсу”, али је радећи у тој корпорацији погинуо при рушењу крова направљеног од јефтиних материјала. Да би прикрио своје преваре, власник Лиланд Монро је погинулим радницима исплаћивао одштете у већим износима од ичекиваних, па је тако Елса добила невероватних 20.000 долара од осигурања (то је еквивалентно данашњих 220.000 долара). Када је Фелпс схватио Монроове прљаве игре, рекао је Елси да одбије новац од осигурања и тако у Келсоу пробуди сумњу и нагна га да дубље истражи рад „Елижан филдса” те се у коначници сам увери да је реч о криминалној организацији чији се рад мора зауставити по сваку цену. |
| Кертис Бенсон      | Џим Абел                | Кертис Роберт Бенсон је корумпирани потпредседник криминалне компаније „Калифорнија фајер ен лајф” (енгл. California Fire & Life), један од чланова управног одбора „Фонда за поновни развој предграђа” (енгл. The Suburban Redevelopment Fund) и шеф Џека Келсоа. Он је антагониста јер је радио на ометању Фелпсових истрага на оделу за пожаре, као и Келсоових истрага компаније у којој ради и Уреда окружног тужиоца. Бенсонови запосленици у Сакраменту, у компанији у којој је био директор, направили су побуну и сменили га с тог положаја. Он је потом премештен на позицију потпредседника у огранку компаније смештеном у Лос Анђелесу, зато што се сматрало да се у овом граду више нема шта да „заграби” и стави у властити џеп. Он се желео на неки начин осветити компанији те постаје члан „Фонда за поновни развој предграђа”, а потом учествује и у стварању договора о осигурању са „Елижан филдсом” којим би се украо владин новац јер на подручју на ком ова компанија гради налази се експропријација у виду будућег прометног ауто-пута. Бенсон је такође истраживао документе и извештаје о недавним пожарима да би се осигурало да није реч о покушају преваре осигуравајуће куће, при чему је сакривао доказе и штитио интересе „Елижан филдса”. Након смрти Луа Бакволтера, Бенсон је његовој осигураватељици понудио 20.000 долара новца од осигурања (данашњих 220.000 долара) како би је ућуткао; међутим, овиме је направио још гору ствар и изазвао сумњу Фелпса која је допринела разоткривању целе преваре односно рушењу „Фонда за поновни развој предграђа”. Фелпс је наговорио Елсу да одбије ову наизглед невероватну понуду, што је заинтригирало Келсоа који је почео постављати питања. Бенсон га је више пута критиковао и чак уцењивао да ће ако не престане да истражује фонд, Монроа и остало изгубити свој посао. Када га је Леонард Питерсен запослио да ради као истражитељ за помоћника окружног тужиоца, Келсо је упао у Бенсонов стан тражећи одговоре. Да ствар буде гора по лопова Кертиса Бенсон, он у његовој соби проналази девојку од само 13-ак година и тако га оптужује и за педофилију. Такође се открива и Бенсонова укљученост у превару са осигурањем и деловање у фонду од. синдикату, али он је наставио да се гради од свих оптужби говорећи само да су „улози много већи”. Бенсон је био лик који је упозорио Лиланда Монроа о Келсоовим истрагама, тако да је овај наручио његово убиство да би упозорио остали и да би све истраге везано за „Фонд за поновни развој предграђа” престале. Келсо и Фелпс су на крају разоткрили велику заверу, а — иако није експлицитно речено — сматра се да је и Бенсон завршио у затвору заједно на Монроом јер је био укључен у криминалне радње синдиката те педофилију са 13-годишњакињом. |
| Леонард Питерсен   | Лари Саливан            | Леонард Питерсен је помоћник окружног тужиоца унутар Полиције Лос Анђелеса, који се жестоко борио против корупције у полицији и другде. Питерсен је позвао Џека Келсоа да му буде помоћник, и то након што га је пронашао у градској болници свог испребијаног од стране Монроових људи. Иако је Питерсен желео да се Келсо усмери на истраживање корупције на одељењу за пороке у полицији, овај му је рекао да жели да улови већу рибу — чланове „Фонда за поновни развој предграђа”, међу којима је било више великодостојника и утицајних људи који се баве криминалом. Келсо је Питерсену открио везу између фонда и Монроа, а овај је одлучио да пружи помоћ и учествује у рушењу целе администрације. Питерсен се нашао на улазу у тунеле Лос Анђелеса када су Фелпс и Келсо ишли да спасу заробљену Елсу коју је чувао излапели Ајра Хогбум. Хероји су тада ушли у тунеле да пронађу Елсу, док је Питерсен остао да преговара са корумпираним комесаром Ворелом. Питерсен је Ворела упозорио да би цела администрација могла да падне и предложио му начин како да се нађе компромис из ког ће сви изаћи као победници. Леонард Питерсен нашао се и на сахрани страдалог Фелпса, заједно са градоначелником Бауроном и детективом Ерлом. Како синдикат, Монро и Бенсон нису потпуно уништени, чини се како је Питерсеновим договором корупција већим делом остала и даље свеприсутна, и то јер се Питерсен продао у замену за положај новог окружног тужиоца који ће заменити Доналда Сандлера. Иронично, велики борац за правду окренуо се против стране добрих и учествовао управо у оном против чега се и сам на почетку очајно борио. Последњи пут га се види како се рукује са Ерлом који је претходно одржао говор пун лажи у част свог назовипријатеља Кола Фелпса, који уплакана и огорчена Елса Ликтман није могла да саслуша до краја. |
| Вилијам Ворел      | Рајан Катрона           | Вилијам Џ. Ворел је шеф Полиције Лос Анђелеса у игри, један од бројних чланова „Фонда за поновни развој предграђа” (енгл. The Suburban Redevelopment Fund). Иако је на челу полиције једног велеграда, Ворел је веома корумпиран и ради у талу са градоначелником Флечером Бауроном, окружним тужиоцем Доналдом Сандлером и још неколико лопова који су учлањени у фонд односно синдикат. Ворел је уложио много новца у синдикат надајући се огромној исплати када се изнуди владин новац, а покретач целе обмане био је директор Лиланд Монро. Као шеф полиције, користио је своја овлашћења где год је могао да рад синдиката остане што скривенији. Ворел се са Бауроном, Сандлером и Рејмондом Гордоном састао да разговарају о скандалу у који је била укључена проститутка по имену Бренда. Међутим, њихове могућности биле су ограничене а оно што су намерали да ураде изазвало би интересовање медија и тиме могуће разоткривање целе преваре. У собу им тада идеално решење доноси нико други до Рој Ерл; он одаје Фелпсову аферу која ће заокупити пажњу медија у замену за стављање на списак чланова синдиката. Ерл је Ворелу и остатку криминалаца рекао да Кол Фелпс посећује певачицу Елсу Ликтман у њеној хотелској соби и пружио екплицитан материјал који то и доказује. Фелпс није за ово знао јер је тада радио на затварању случаја са морфином и испитивао Кортнија Шелдона и Харлана Фонтејна (такође активне чланове синдиката). Ворел се тада појављује на сцени и позива Фелпса у свој уред, где од њега тражи да преда значку и пиштољ те да након истека суспензије пређе на ниже одељење — пожаре. Тиме је заштитио и Шелдона и Фонтејна, као и остатак организованог криминалног прстена, док је Фелпс и његова породица послужила као жртвени јарац за плењење медијске пажње. Ворел се појавио на месту несређе када је у ваздух дигнута фабрика „Галваностегија Николсон” (енгл. Nicholson Electroplating Plant). Фелпс је, иако уназађен на ниже одељење, успео да повеже Монрооа и Ворела са остатком преваре, а докази које је пронашао могли су лако да сруше цели „Фонд за поновни развој предграђа” и комплетну администрацију те да изазову бројна хапшења великодостојника. Како би ово спречио, Ворел је послао све јединице да му доведу Фелпса и Келсоа који су по пљуску хитали до тунела да спасу Елсу. Ворела и његове људе зауставио је Леонард Питерсен, који је штитећи интересе Фелпса и остатка тима који се борио за стављање истине пред очи јавности себи на превару средио место новог окружног тужиоца. Баурон и Ворел су се тако нагодили са Питерсеном и корумпирана администрација (захваљујући Фелпсовој смрти) остала је у служби. Последњи пут Ворел се појављује на комеморацији поводом Фелпсове сахране. Лик Вилијама Џ. Ворела заснован је на стварном шефу Лосанђелеске полиције, Клеменсу Б. Хоралу, који је на овом положају био од 1941. до 1949. године (што је у складу са временом радње одабраним за игру: 1947. година). Значка Ворела носи ознаку „КАПЕТАН” (енгл. CAPTAIN) и има број 356. Глумац који је позајмио глас Ворелу, Рајан Катрона, играо је оца Дон Дрејпера у ТВ серији Људи са Менхетна (енгл. Mad Men), у којој такође глуми и Арон Статон и неколицина других глумаца из игре L.A. Noire. |
| Флечер Баурон      | Џ. Патрик Макормак      | Флечер Баурон је градоначелник Лос Анђелеса, један од бројних чланова „Фонда за поновни развој предграђа” (енгл. The Suburban Redevelopment Fund). Касније се открива да је реч о једном од главних антагониста јер је ометао Фелпсове истраге док је овај радио за одељењима за пороке и пожаре као детектив, али и Келсоове истраге док је овај радио за осигуравајућу кућу и Уред окружног тужиоца. Као градоначелник, Баурон је имао могућност располагања великим сумама новца; он је тако улагао много у криминални синдикат и био делом велике преваре коју је предводио Лиланд Монро, надајући се исплати од владе изнуђеног новца. Баурон се састао са шефом полиције Вилијамом Ворелом и окружним тужиоцем Доналдом Сандлером како би помогао у изналажењу решења за скандал око проститутке Бренде. Рој Ерл је овој тројки понудио решење из ког ће сви извући неку корист: он ће постати члан синдиката, Фелпс бити осрамоћен за прељубу са Елсом, а пажња медија — који ће се фокусирати на аферу угледног детектива — заокупљена да би се скандал са Брендом решио на жељени начин. Баурон се такође појавио на месту несређе када је у ваздух дигнута фабрика „Галваностегија Николсон” (енгл. Nicholson Electroplating Plant), где даје изјаве за телевизију у којима шаље поруке о томе да је ситуација под контролом и да грађани не треба много да се брину. Фелпс и Келсо су открили прљаву везу Баурона са синдикатом, Монроом и пожарима, али њихова истрага бива насилно стопирана. Баурон и Ворел договорили су се са Питерсеном да полиција накратко одустане од прогањања Фелпса и Келсоа, а да у замену за то Питерсен постане нови тужилац (уместо Сандлера). Баурон се појавио на сахрани Фелпса и када је Ерл држао свој накардни говор и причао о Фелпсовим заиста искреним намерама спречавања корупције која игра велику улогу у ткању судбине града Лос Анђелеса и свом добром другу који је на путу за постизањем правде изгубио битку са животом, он се дрекнуо „Чујте, чујте ово!” (тако импонујући Ерлу и хвалећи га пред свима јер је као сарађивао са борцима против корупције). Лик Флечера Баурона заснован је на стварном градоначелнику Лос Анђелеса, Флечеру Баурону, који је на овом положају био од 26. септембра 1938. до 30. јуна 1953. године (што је у складу са временом радње одабраним за игру: 1947. година). |
| Доналд Сандлер     | Томас „Том” Кникербокер | Доналд Сандлер је окружни тужилац из Лос Анђелеса, укључен у процесуирање криминалаца које полиција испоручује у затворе. Као окружни тужилац, Сандлер је делом био задужен за процес смештања осуђених или оптужених криминалаца иза решетака, укључујући и оне за чије хапшење је „кривац” детектив Фелсп. Сандлер је уско везан за послове које обавља полицијски комесар Ворел и градски начелник Баурон. Сви они су се окренули лаком начину зараде и постали делом криминалног „Фонда за поновни развој предграђа” (енгл. The Suburban Redevelopment Fund), за чије вођство је задужен богаташ Лиланд Монро. Сандлер је уложио одређену суму новца у овај фонд, као разлог наводећи хуманитарну помоћ за изградњу нових домова породицама војника који су се вратили из рата. Доналд Сандлер се састао са Вилијамом Ворелом и Флечером Бауроном како би пронашли решење за скандал који је настао када је разоткривено да је извесна проститутка Бренда подмићивала полицајце и високе службенике. Када би ово доспело у медије, цела тренутна администрација би највероватније пала, што ни једном од моћника није одговарало. Фелпсов партнер Ерл предложио им је да искористе неког да заокупи медијску пажњу док се овај скандал не гурне дубоко под тепих; тако су Фелпс и његова породица осрамоћени јер је Ерл медијима доставио компромитујуће фотографије којима се афера детектива Кола Фелпса са певачицом из клуба Елсом Ликтман проширила целом јавношћу. После овога, заједно са капетаном Џејмсом Донелијем, Сандлер је пред Фелпса ставио доказе о прељуби и рекао му да осуђени криминалци не могу да раде за Полицију Лос Анђелеса. Међутим, Кол Фелпс уз помоћ Хершела Бигса и Џека Келсоа успева да разоткрије заверу која је створена посредством фонда за развој односно криминалног синдиката; после претњи о разоткривању целе преваре, Сандлер такође постаје антагониста јер је и сам укључен у прљаве послове. Помоћник окружног тужиоца Сандлера Леонард Питерсен понудио је Ворелу и Баурону да преговарају и да тако свако добије оно што жели, осим Сандлера ког ће „откуцати” да би Питерсен унапређењем постао нови окружни тужилац. „Фонд за поновни развој предграђа” није уништен, Питерсен је постао окружни тужилац, а Сандлер је највероватније постао нови жртвени јарац преко чијих се леђа преломила цела последња хајка (иако ово није експлицитно приказано у игри). Сандлер је један од неколицине ликова који се појављују једино у кратким филмови међусцена, а остали укључују Виктора Сандерса, Леонарда Питерсена и Рејмонда Гордона. |
| Рејмонд Гордон     | Мајкл Енсајн            | Рејмонд Гордон је главни уредник Лос Анђелес тајмса, један од бројних чланова „Фонда за поновни развој предграђа”. Гордон се састао са градоначелником Бауроном, шефом полиције Ворелом и окружним тужиоцем Сандлером да виде које је оптимално решење за скандал са проститутком Брендом. Гордон је тројки рекао да часопис никако не би могао да се изда без помена неких детаља о овом скандалу јер би се тиме кредибилност истог озбиљно угрозила. Потом је Ерл понудио решење којим ће у Лос Анђелес тајмс уместо Брендиног имена доспети име Елсе Ликтман јер је она љубавница угледног детектива Кола Фелпса. Фелпсови, Бигсови и Келсоови напори нису били довољни да се сруши фонд, а судбина Гордона остала је непозната: или је доспео у затвор због суделовања у стварању велике обмане или је његова укљученост у криминалне радње заташкана па је остао на слободи као неухапшени криминалац више који слободно шета градом и вара кад год му се пружи прилика. |
| Виктор Сандерс     | Скот Хоксби             | Виктор Сандерс је једна од ООВ у случају „Лудост марихуане” (енгл. ) који је део додатног садржаја за преузимање. Укључен је у организовани криминал и има везе унутар полицијског одељења за пороке. Сандерс је много пута привођени криминалаца који се подмићивањем и везама увек успео извући од затворске казне. Задужен је за вођство прљавих послова у напуштеној „Ливници метала Масангкеј” (енгл. The Masangkay Metal Foundry). Заједно са својим радником Ернестом Хуарезом био је укључен у велики прстен нарко-дилера који су дрогом снабдевали огроман број наркомана Лос Анђелеса. Ернесто је прљао руке и запошљавао много сиромашних Мексиканаца који као имигранти нису располагали са много могућности. Они су тако добијали сребрне новчиће да би могли да се распознају као чланови банде; радници, међутим, никад нису имали прилику да разговарају са Сандерсом за ког су веровали само да је веома моћан и недодирљив краљ дроге. Када су покушавали прекинути прстен дилера, детективи Кол Фелпс и Рој Ерл сазнали су да је Сандерс укључен у криминалне радње преко ливнице метала. Након тога су упали у његову ливницу, побили све заштитаре и привели га. Фелпс је био свестан да ће се Сандерс највероватније извући помоћу добрих веза у полицији и наставити да заповеда као утицајни нарко-бос. |
| Ернесто Хуарез     | Сал Лопез               | Ернесто Сесилио Хуарез је једна од ООВ у случају „Лудост марихуане” (енгл. ) који је део додатног садржаја за преузимање. Укључен је у организовани криминал и снабдевао је наркомане дрогом коју је шверцовао из Тихуане (Мексико). Ернесто је уверио Хуана Гарсију Круза да му складишти дрогу преко свог свог рођака Хорхеа, и то у комерцијалној „Фабрици супа Парнел” (енгл. Parnell's Soup Co. Factory) где ће се дрога достављати по ноћи. Ернесто је возио камион којим се транспортовала марихуана до фабрике, а потом унутар фабрике паковала у херметички затворене конзерве за супе. Серхио Рохас побринуо се да запаковане козерве са марихуаном дођу до угледних супермаркета који су служили као места дистрибуције, на пример „Твентит сенчури маркет” (енгл. 20th Century Market). Аирто Санчез је био запосленик овог маркета, а посао са дилањем прихватио је да би нахранио своју породицу са којом је у САД боравио у илегали. Ернесто га је тако уцењивао животом да дистрибуише дрогу на свом радном месту, које се користило као завеса преко које ће купци долазити у посед дроге купујући велике количине „супе” и остављајући додатни новац за дрогу Санчезу. Зависник по имену Фреди Калхун дао је исказ при испитивању у полицији који је довео до разоткривања ланца дилера. Када су вршили уобичајену ноћну доставу у фабрику, полиција је извршила рацију, запленила одређену количину дроге и похватала неке криминалце; Ернесто и Хорхе гину од метака које су у великом ватреном обрачуну испалили детективи Фелпс и Ерл. Занимљивост је да је Хуарезов датум рођења у игри наведен као 7. јануар 1915. године, чиме је био 32 године стар. Упркос томе, Сал Лопез који је послужио као објекат за хватање покрета имао је 57 година у време прављења игре. |
| Хуан Гарсија Круз  | Мани Монтана            | Хуан Гарсија Круз је једна од ООВ у случају „Лудост марихуане” (енгл. ) који је део додатног садржаја за преузимање. Укључен је у организовани криминал и служи као складиштер за марихуану добављену из Тихуане (Мексико). Хуан Гарсија постао је део ланца дилера Ернеста Хуареза тако што је прихватио понуду да складишти и чува дрогу коју Ернесто шверцује из Тихуане. Касније је уверио свог рођака Хорхеа да омогући Ернесту приступ фабрици супе у којој ради како би се процес дистрибуције убрзао. Пошто су пошиљке биле веома велике, Хуан је продавао одређене количине и непосредно на улицама. „Најугледнији” купац био му је Фреди Калхун. Фреди је при испитивању у полицији дао изјаве којима је ланац дилера предвођен Ернестом и потпомогнут Хуаном разоткривен. Када је угледао да му два полицајца њушкају око куће, он је узео Томпсон М1 и са својим пријатељем отворио јаку ватру. Међутим, Фелпс уз појачање савлађује обојицу који свој дом напуштају у мртвозорничком аутомобилу. Име Хуана Гарсије Круза алудира на лика из друге Рокстарове игре Grand Theft Auto: Vice City, који се тамо зове Хуан Гарсија Кортез. Једини начин да играч оствари постигнуће Насилни улаз на задња врата је да оде иза Хуанове куће и убије га слеђа. У његовом полицијском досијеу који је објавио Рокстар, датум рођења се наводи као 12. март 1920. године; међутим, датум рођења који се налази у Хуановом ИД-у је 10. фебруар 1910. године, тако да се тачан датум рођења овог лика заправо не зна. |
| Хорхе Гарсија Круз | —                       | Хорхе Гарсија Круз је једна од ООВ у случају „Лудост марихуане” (енгл. ) који је део додатног садржаја за преузимање. Укључен је у организовани криминал и радио је у творници супе у којој се складиштила и у конзерве од супе паковала тешка дрога. Хорхе Гарсија био је запосленик у комерцијалној „Фабрици супа Парнел” (енгл. Parnell's Soup Co. Factory), где је радио са још неколико илегалних имиграната из Мексика. Његов рођак Хуан, који је радио за криминалца Ернеста увео га је у посао са дилањем дроге. Хорхеова улога била је да у току својих ноћних смена допусти улазак Ернестових камиона у фабрику из којих ће се истоварити дрога, а потом попаковати у конзерве са етикетама супа и доставити у „Твентит сенчури маркет” (енгл. 20th Century Market), у ком ради Аирто Санчез који ће се побринути за даљу дистрибуцију. Пре тога, Хуан је складиштио дрогу у својој кући. Зависник о марихуани по имену Фреди Калхун дао је полицији — за мале паре — информацију која је довела истрагу на врата творнице супе. Тако је једна пошиљка пресретнута пред фабриком и рација бива извршена у целом постројењу, при чему од Колове и Ројеве ватре погиба и Хорхе и Ернесто. |
| Серхио Рохас       | Рамон Франко            | Серхио Рохас је једна од ООВ у случају „Лудост марихуане” (енгл. ) који је део додатног садржаја за преузимање. Укључен је у организовани криминал и један је од радника у творници супе у којој се складиштила и у конзерве од супе паковала тешка дрога. Серхио Рохас био је запосленик у комерцијалној фабрици супа, где је радио са неколицином илегалних имиграната из Мексика, заједно са Хорхеом Гарсијом Крузом. Он је радио као диспечер, а главни задаци су му били истовар, утовар и сређивање испорука. Међутим, Серхио је сарађивао са Хорхеом и постао је део Хуарезовог ланца трговине дрогом. Серхиова улога било је паковање и достава дрогом напуњених конзерви за супу у угледне маркете, али и директна дистубуција тако сакривене дроге у друге земље. Након што је наркоман Фреди Калхун открио своје добављаче, агенти Кол Фелпс и Рој Ерл открили су шта се у фабрици пакује поред супа, посетили Хорхеову кућу и тамо пронашли експлицитан доказ у виду обилних количина марихуане запаковане у конзерве са натипсима творнице „Парнел”. Током испитивања, Фелпс је посматрао Серхија како преврће сребрни новчић — сличан оном који поседује Хуан —, тако успешно разоткривајући мањи прстен великог ланца дилера. Серхио је признао да је био део посла-изнутра заједно са Хорхеом; Фелпс га је потом упозорио да својим саучесницима и помагачима не открива ништа о полицијској истрази, у замену за имунитет и осигуран подужи останак у САД (заштита од депортације илегалних имиграната). |
| Аирто Санчез       | Карлос Алварадо         | Аирто Кинтилио Санчез је једна од ООВ у случају „Лудост марихуане” (енгл. ) који је део додатног садржаја за преузимање. Укључен је у организовани криминал и ради као продавац у великом супермаркету да би издржавао своју имигрантску фамилију. Санчез је мексички имигрант који ради у „Твентит сенчури маркету” (енгл. 20th Century Market). Пре доласка у Лос Анђелес боравио је у Сан Франциску. Ернесто Хуарез га је прислио да ради као дистрибутер марихуане паковане у конзерве са етикатама од супе. Санчез је тако одређеним лицима продавао „супу” коју су они нормално плаћали и остављали додатни новац за дрогу, који је он достављао Хуарезу. Ернесто Хуарез му је претио депортацијом, али и убиством породице или њега самог. Иако је у почетку одбијао да ради као дилер, морао је да прихвати понуду те је постао један од главних заслужних за смрт наркомана од предозирања. Током рада на случају са марихуаном, детективи Фелпс и Ерл открили су да се конзерве пуне дрогом и у кући Хуана Гарсије Круза. После тога су извршили рацију Санчезовог маркета, а он је одлучио да ризикује и покуша да умакне полицији. То му не полази за руком, после чега морадне да ода Ернеста. Фелпс му је обећао да га неће депортовати, али да ли је остао у САД или не остало је непознаница. |
| Фреди Калхун       | Џејмс Џордан            | Фреди Калхун је једна од ООВ у случају „Лудост марихуане” (енгл. ) који је део додатног садржаја за преузимање. Укључен је у организовани криминал и продао би и рођену сестру када би од тога имао користи. Калхун је крадљивац и дрипац који је постао врућа муштерија Хуана Гарсије Круза, дилера марихуане, а касније разоткрио и велики ланац дилера дроге. Калхун је за 50 долара (данашњих 550 долара) полицији дао кључне информације које су довеле до прекидања ланца дилера, а детективе Фелпса и Ерла упознао је у бару „Код Лајмана” (енгл. Lyman's) где им је открио да је Хуан недељно примао и сакривао двадесетке килограма вредног канабиса, прошверцаног из Тихуане. Када је открио где се Хуан налази, Рој му је пришао и дао бедних 20 долара (данашњих 220 долара) иако су се договорили да ће Калхун да добије 2,5 пута већу исплату, тако исказујући своју нечовечност по ко зна који пут. Фелпс га је, с друге стране, посаветовао да му је најбоље да напусти град, престане да се скрива и почне да живи нормалним животом достојним човека. У опису случаја „Лудост марихуане”, за Калхуна се каже да је „наркос, цинкарош и безнадежно свуцало”. |
| Хауард Парнел      | Морлан Хигинс           | Хауард Парнел је једна од ООВ у случају „Лудост марихуане” (енгл. ) који је део додатног садржаја за преузимање. Укључен је у организовани криминал и ради као директор и власник у комерцијалној „Фабрици супа Парнел” (енгл. Parnell's Soup Co. Factory). Парнел је власник творнице која производи супу, а посао је почео да му цвета током Другог светског рата јер је скопио уносан договор са Владом САД. „Парнел” је производио и испоручивао преко пет милиона конзерви супе за војску. Међутим, када се рат завршио, посао је почео да иде све горе па је Парнел почео да запошљава јефтину радну снагу — мексичке илегалне имигранте, укључујући Хорхеа Гарсију Круза и Серхија Рохаса. Међутим, Парнел није схватао да је постао саучесник у организованом криминалу јер су му радници фабрику претворили у место за паковање дроге. Детективи Кол Фелпс и Рој Ерл посетили су његову фабрику радећи на случају „Лудост марихуане”, када схватају да се у фабрици у конзерве за супу пакује и дрога. Парнел им је дао списак својих запосленика, одбијајући да призна да се у његовој творници ради ишта што није у складу са законом. Детективима је дао неке информације о Серхију и Хорхеу, те их је одвео у мали обилазак различитих постројења. Фелпс му је обећао да ће запошљавање илегалних имиграната остати ван тефтера све док се у фабрици не буду правили законски прекршаји; како год, у фабрици је нетом после тога извршена рација јер је траг дроге био веома врућ а доказа о томе да се ту пакује дрога било превише. Ерл вређа Хауарда називајући га „масним” (енгл. fatso) и „дебељком” (енгл. fat boy), с тим да се прва увреда чује само ако Фелпс не направи грешку у процесу испитивања. |
| Хенри Арнет        | Метју Дел Негро         | Хенри Арнет је једна од ООВ у случају „Голи град” (енгл. ) који је део додатног садржаја за преузимање. Он је директор менаџерске агенције (енгл. The Arnett Clothing Emporium) у коју запошљава најлепше манекенке. Био је у односу са посебном Њујорчанком Џулијом Рандал, која га је манипулисала да краде за њу; Џулија је преко свог психијатра Харолда Стоунмана проналазила имена и адресе великодостојника, које је Хенри пљачкао за њу и доносио јој накит и новац. Док је био у вези са Џулијом, Хенри је упознао манекенку Хедер Свонсон у коју се потом заљубио. Прекинуо је своју везу са Џулијом, али је наставио да краде за њу и даље. Када се заручио са Хедер, Хенри јој је поклонио скупоцени бисерни прстен (који је, иронично, био део украденог накита). Џулија, међутим, није могла да се помири с тим да је њена веза са Хенријем прошлост, те је тако била све напорнија и инсистирала је на све већим сумама новца који јој је „њен човек” требало да доноси по сваку цену; он то није више могао да поднесе па је рекао двојици својих пријатеља да убију похлепну и неразумну Џулију. Иако је смрт Џулије Рандал личила на самоубиство, агент Кол Фелпс пронашао је много доказа који су указивали на убиство с предумишљајем; веза Хенрија са случајем и Хедер Свонсон убрзо је откривена. Фелпс и његов партнер Ерл упратили су тако Арнета до залагаонице где је продао Фабержеову табакеру за мизерних 600 долара (данашњих 6600 долара), а потом купио карту за Мексико Сити у једном смеру. Он се одлучио на бекство из државе без своје заручнице јер је био свестан да ће се убиство расветлити и да би га на крају полиција могла привести као главног осумњиченог. Међутим, Фелпс га је пронашао у његовом стану и приморао да призна да је наручио убиство Џулије и покушао да побегне у Мексико. Арнет је тада открио и да је господин Хендерсон (за ког је Фелпс сазнао од Џулијине собарице) заправо Стоунманов алијас, који је користио при пљачкама у Џулијиној банди. Психијатар Стоунман је, након што је схватио да је све разоткривено, починио самоубиство скочивши кроз отворен прозор своје ординације. Арнет је остао једини преживели члан банде и послат је у затвор. Иако је јасно да Хенри Арнет никада није био у рату (при испитивању је слагао како је служио у Окинави), у његовој соби може да се пронађе пушка М1 Гаранд која виси на зиду. |
| Хедер Свонсон      | Ерин Чејмберс           | Хедер Свонсон је једна од ООВ у случају „Голи град” (енгл. ) који је део додатног садржаја за преузимање. Она је манекенка и ради за Арнетову агенцију (енгл. ), а са власником је и у љубавном односу. Била је блиска пријатељица и Арнетове друге љубави, Џулије Рандал, али након што је Арнет напустио Џулију она се заручила се са њим. Након неког времена, и Џулија и Хедер су прешле на ново радно место (енгл. ), с тим да је Џулија убрзо отпуштена због својих лоших навика и тешке нарави. Детективи Кол Фелпс и Рој Ерл посетили су Хедер у њеном салону, а Фелпс је приметио скупоцени прстен те замолио Свонсонову да позове свог заручника Арнета да дође у полицијску станицу ради испитивања а због убиства њене пријатељице Рандалове, након чега Свонсонова остаје шокирана. Истог дана, у предвечерје, Фелпс и Ерл посетили су њену мајку да би је обавестили о пронађеним украденим предметима и сазнали информацију више; узнемирена целом ситуацијом и чињеницом да јој је заручник на руку ставио украден прстен, Хедер Свонсон са детективима одлази до стана Хенрија Арнета да би се ситуација рашчистила. Тамо се само разочарава јер Фелпс излаже необориве доказе који Арнета приморавају да призна да је крао од њене мајке, и то у банди коју је предводила његова бивша девојка Џулијет чије је убиство наручио лично. Друга ствар због које је Хедер Свонсон остала у неверици је то што је Хенри Арнет намеравао да побегне у Мексико без ње, бацајући у воду све лепо што су икада имали. Родитељи Хедер Свонсон били су растављени, а она је носила презиме свог оца а не мајке са којом је живела. Да је игра направљена веома детаљно показује и то да након што Фелпс испита Хедер, открије јој да је њена пријатељица Џулија убијена, напусти салон где она ради, а потом се врати назад у салон (није неопходно, из радозналости играча) — салон ће бити затворен, а ако се Фелпс приближи прозорима видеће како неколицина радника покушава да утеши уплакану Хедер. |
| Џулија Рандал      | —                       | Џулија Рандал је једна од ООВ у случају „Голи град” (енгл. ) који је део додатног садржаја за преузимање. Она је била манекенка и радила је за Арнетову агенцију (енгл. ), а са власником је била и у љубавном односу. Била је блиска пријатељица и Арнетове друге љубави, Хедер Свонсон, али након што ју је Арнет напустио она се навелико посвађала са њим. Након неког времена, и Џулија и Хедер су прешле на ново радно место (енгл. ), с тим да је Џулија убрзо отпуштена због својих лоших навика и тешке нарави (као и чињенице да је била неодољива па су мужеви жена које су куповале у салону често флертовали са њом, о чему сведочи њена и Хедерина шефица). Џулија Рандал је била веома психички нестабилна особа, а своју депресију лечила је разним медикаментима (укључујући истовремено узимање пилула за спавање са бензедрином). Џулија је такође имала неугасиву жељу за новцем и била је опседнута луксузним животом, скупим накитом и префињеном одећом. Пошто су о њој сањали многи мушкарци, као што су Хенри Арнет или Харолд Стоунман, она је своју лепоту искоришћавала да манипулише онима који су били очарани њеним телом; такви мушкарци су чинили и злочине само да би удовољили њеним жељама и придобили је за себе. Преко свог психијатра Стоунмана (који се лажно представљао као Хендерсон), Џулија је пљачкала градске великодостојнике и долазила до њиховог накита; то је радила у својој банди чији је члан био и Арнет са своја два пријатеља, који је био задужен да присуствује на забавама које је Стоунманова супруга организовала за своје пријатеље те да их ту пљачка. Нажалост, Џулијини прохтеви превазишли су у једном моменту Арнетове могућности и границе. Она је тада још жешће желела да се крађе наставе, што Арнет у коначници није могао да поднесе па је напустио Џулију и наредио двојици својих пријатеља да је убију тако што ће је предозирати морфином и направити да све изгледа као самоубиство. Када је то и учињено и када је у њеној кади пронашла собарица, прва помисао за узрок смрти било је самоубиство (тушењем или предозирањем). Међутим, Џулијину смрт и крађе које је организовала открили су агенти Кол Фелпс и Рој Ерл, који су сазнали да је убиство наручио Хенри Арнет. На крају, Џулијини родитељи су слетели у Лос Анђелес и преузели ћеркино тело како би се сахрана обавила у манекенкином родном граду Њујорку. Смрт Џулије Рандал и цели случај „Голи град” заснован је на филму из 1948. године Голи град (енгл. The Naked City). Рандалова је била висока 175 cm (5 ft 9 in) и имала је 59 kg (130 lb). |
| Харолд Стоунман    | Џон Проски              | Харолд Стоунман је једна од ООВ у случају „Голи град” (енгл. ) који је део додатног садржаја за преузимање. Он је доктор, психијатар убијене Џулије Рандал који јој је преписивао опасне лекове (нпр. бензедрин) за лечење депресије и умора. Стоунман је био веома заљубљен (као и многи други мушкарци) у неодољиву Рандалову, али љубав нажалост није била узвраћена. Уместо тога, Џулија Рандал је само искоришћавала Харолда Стоунмана да би добијала још новца и накита који је за њу крао Хенри Арнет, такође један од мушкараца заљубљених у њу. Харолд је упркос чињеници да му Џулија није дозвољавала ни да је дотакне и даље достављао имена својих и познаника своје супруге, док је задатак Хенрија и његових пријатеља био да прљају руке. Када се дружио са Џулијом, Харолд Стоунман се — да би осигурао свој углед — представљао као господин Хендерсон. Након што је Џулија Рандал пронађена мртва у свом стану, агенти Кол Фелпс и Рој Ерл пристигли су на место злочина. Открили су у соби убијене мушки огртач који је одговарао неком педесетогодишњаку, а као његово име од собарице су добили само информацију да је реч о извесном господину Хендерсону. У стану су такође пронашли и Џулијину кутијицу за шминку, пуну таблета и опасног лека бензедрина. Потом Фелпс и Ерл одлазе у посету доктору Стоунману и валидним доказима га оптужују да је дуже од шест месеци од здраве и умишљене Џулије стварао зависницу. Решавајући случај до краја, они сазнају да је господин Хендерсон заправо Џулијин „љубавник” Стоунман, али доктор при другој посети агената — говорећи да је „затвор бољи од излуђивања” и обећавајући да ће да сведочи на суду — одлучи да све своје муке скрати на лак начин; Стоунман, огорчен и самом помисли на састанак са својом породицом те чињеницом да је уништио свој живот, искаче из своје ординације и пада на кров паркираног аутомобила; смрт од удара је била моментална. При вожљи лифтом до спрата на ком се налази ординација Харолда Стоунмана, Рој Ерл ће Колу Фелпсу рећи да би Лос Анђелес био много безбеднији град када би се сви доктори једноставно похапсили, чиме се несвесно (и свесно истовремено) алудира на укљученост Роја у прљаве послове са другим психијатром — доктором Харланом Фонтејном (преко Монроовог синдиката). Ако играч одлучи да посети место на ком је Стоунман окончао, имаће прилику да види полицајца који долази на место злочина и групицу људи који се питају шта се десило; Рој ће саркастично добацити како је сретан што није паркирао на место аутомобила чији је кров психијатар поприлично уништио. Бочица хлорал хидрата који је преписао доктор Стоунман може да се пронађе у филмском студију, што сведочи о доследности игре. |

## Комплетан списак ликова и глумаца

### Полиција Лос Анђелеса
| 1. Кол Фелпс (Арон Статон) — патролџија, саобраћајац, детектив 2. Ралф Дан (Родни Скот) — Фелпсов партнер-патролџија 3. Стефан Бекауски (Шон Макгауан) — саобраћајац, детектив; Фелпсов партнер 4. Гордон Лири (Нед Вон) — саобраћајац, капетан; Фелпсов капетан 5. Расти Галовеј (Мајкл Макгрејди) — детектив (Убиства); Фелпсов партнер 6. Џејмс Донели (Ендру Коноли) — детектив (Убиства); Фелпсов капетан 7. Рој Ерл (Адам Џон Харингтон) — главни детектив (Пороци); Фелпсов партнер 8. Лазарус Кафарели (—) — капетан (Пороци); Фелпсов капетан 9. Арчибалд Колмајер (Стив Ранкин) — наредник (Пороци); Фелпсов командант 10. Хершел Бигс (Кит Сарабајка) — детектив (Пожари); Фелпсов партнер 11. Локлан Макелти (Ренди Оглсби) — капетан (Пожари); Фелпсов капетан 12. Малколм Карадерс (Енди Амбергер) — мртвозорник 13. Вилијам Ворд (—) — детектив 14. Вилијам Тилден (Џо Сабатино) — детектив 15. Флојд Роуз (Џек Импелизери) — детектив (Убиства) 16. Џозеф Хобс (Енди Хенри) — детектив (Саобраћај) 17. Теодор Роси (Бен Вилсон) — детектив 18. Роџер Бекет (Мичел Финк) — фотограф на местима злочина 19. Клајд Харт (Кен Лаки) — патролџија 20. Џек Табот (Тајлер Џејкоб Мур) — патролџија 21. Енрике Гонзалес (Алексис Круз) — патролџија 22. Лирој Тејт (Адам Лајфарт) — патролџија 23. Сем Каплан (Џон Л. Кертис) — патролџија 24. Тејлор (Енди Хоф) — наредник 25. Мајк Браниган (Мајкл Родрик) — патролџија 26. Вилијам Ворел (Рајан Катрона) — шеф полиције 27. Клем Далби (Стјуар Карико) — патролџија 28. Хари Самнер (—) — патролџија 29. Макс Фејбер (Еј-Џеј Кастро) — патролџија | 1. Томас Хулихан (Ендру Кепл-Шо) — патролџија 2. Финис Браун (Мајкл Демпси) — детектив-наредник 3. Харолд Колдвел (Брандон Кинер) — детектив (Провале) 4. Емет Кембел (Мајкл Јерчак) — патролџија 5. Дејвид Рамирез (Адријан Санчез) — патролџија 6. Џон Диркес (Џејк Маклохлин) — патролџија 7. Левон Тејт (Адам Лајфарт) — патролџија 8. Дадли Вилрајт (Бен Хогестин) — патролџија 9. Ејдријан Такер (Дејвид Ленгел) — истражитељ 10. Грејам Сомерс (Кевин Фрај Бауерс) — детектив 11. Дени Ајело (Пол Дијаз) — патролџија 12. Реј Пинкер (Џон Дејвид Калум) — детектив 13. Џејмс Хопкинс (Кристофер Дарга) — наредник и командир 14. Мел Флајшер (Мајкл Емануел) — командант полицијске бригаде, наредник 15. Паркер (—) — детектив 16. Грин (—) — детектив; Паркеров партнер 17. Макманус (—) — детектив 18. Џон Хопкинс (Кристофер Дарга) — командант полицијске бригаде 19. Френк Лејси (Вилијам Франсис Макгвајер) — командант полицијске бригаде 20. Морис Калахан (Патрик Џозеф Ригер) — патролџија 21. Херберт Волвик (Брантли М. Данавеј) — патролџија 22. Глен Вилер (Џек Славкин) — патролџија 23. Виктор Зимерман (Ник Хофа) — патролџија 24. Фред Волис (Марк Кели) — патролџија 25. Енди Браун (Бил Доз) — патролџија 26. Ајзак Кели (Арон Нелмс) — патролџија 27. Карл Радклиф (Патрик Квинлан) — патролџија 28. Џејмс Мичел (Џастин Шенкароу) — патролџија |

### Осумњичени
| 1. Ерол Шредер (Дејвид Менијер) — „Према рефлексији” (енгл. ) 2. Вендел Бауерс (Адам Битерман) — „Ненаплаћени налози” (енгл. ) 3. Едгар Калу (Мајкл Б. Силвер) — „Опрез купца” (енгл. ) 4. Ејдријан Блек (Лари Кларк) — „Возачево седиште” (енгл. ) 5. Френк Морган (Вилијам О’Лири) — „Возачево седиште” (енгл. ) 6. Маргарет Блек (Кејт Конор) — „Возачево седиште” (енгл. ) 7. Лирој Сабо (Џефри Винсент Парис) — „Брак склопљен у рају” (енгл. ) 8. Лорна Патисон (Кејт Норби) — „Брак склопљен у рају” (енгл. ) 9. Вилијам Шелтон (Рон Морхаус) — „Брак склопљен у рају” (енгл. ) 10. Марк Бишоп (Данијел Ројбак) — „Пали идол” (енгл. ) 11. Марлон Хопгуд (Вилијам Чарлтон) — „Пали идол” (енгл. ) 12. Глорија Бишоп (Карла Гаљо) — „Пали идол” (енгл. ) 13. Џејкоб Хенри (Скот Макдоналд) — „Убиство са црвеним кармином” (енгл. ) 14. Алонзо Мендез (Луис Виљалта) — „Убиство са црвеним кармином” (енгл. ) 15. Хјуго Молер (Грег Гранберг) — „Златни лептир” (енгл. ) 16. Илај Руни (Кортни Гејнс) — „Златни лептир” (енгл. ) 17. Ејнџел Малдонадо (Хорхе-Луис Паљо) — „Убиство са свиленом чарапом” (енгл. ) 18. Клем Фини (Брајан Краус) — „Убиство са свиленом чарапом” (енгл. ) 19. Ларс Таралдсен (Мет Корбој) — „Убиство са белом ципелом” (енгл. ) 20. Ричард Бејтс (Алекс Соловиц) — „Убиство са белом ципелом” (енгл. ) 21. Џејмс Џесоп (Тревор О’Брајен) — „Убиство са белом ципелом” (енгл. ) 22. Стјуарт Акерман (Ендру Ротенберг) — „Убиство са белом ципелом” (енгл. ) 23. Џејмс Тирнан (Вили Колијер) — „Убиство секретара студија” (енгл. ) 24. Гровенор Макафри (Крис Џ. Џонсон) — „Убиство секретара студија” (енгл. ) | 1. Гарет Мејсон (Ендру Лукич) — „Убиства у Месечевој четврти” (енгл. ) 2. Флитвуд Морган (Грег Дејвис мл.) — „Црни Цезар” (енгл. ) 3. Џермејн Џоунс (Димитријус Грос) — „Црни Цезар” (енгл. ) 4. Мерлон Оти (Трој Винбуш) — „Црни Цезар” (енгл. ) 5. Хосе Рамез (Брајан Бернет) — „Црни Цезар” (енгл. ) 6. Лени Финкелстин (Брус Нозик) — „Црни Цезар” (енгл. ) 7. Алберт Хамонд (Дон Кембри) — „Намештаљка” (енгл. ) 8. Карло Аркеро (Џим Пири) — „Намештаљка” (енгл. ) 9. Џек Келсо (Гил Макини) — „Предодређена судбина” (енгл. ) 10. Кортни Шелдон (Чад Тодхантер) — „Предодређена судбина” (енгл. ) 11. Мики Коен (Патрик Фишлер) — „Предодређена судбина” (енгл. ) 12. Реџиналд Варли (Џејми Марц) — „Човек за гас” (енгл. ) 13. Метју Рајан (Ерик Ненингер) — „Човек за гас” (енгл. ) 14. Херберт Чапман (Метју Фрауман) — „Човек за гас” (енгл. The Gas Man), „Шетња у Јелисејским пољима” (енгл. ) 15. Волтер Клеменс (Винсент Картајзер) — „Човек за гас” (енгл. ) 16. Лиланд Монро (Џон Нобл) — „Шетња у Јелисејским пољима” (енгл. A Walk In Elysian Fields), „Кућа од шибица” (енгл. House of Sticks), „Учтиви позив” (енгл. A Polite Invitation); споредни антагониста 17. Кертис Бенсон (Џим Абел) — „Учтиви позив” (енгл. ) 18. Ајра Хогбум (Џ. Марвин Кембел) — „Друга врста рата” (енгл. A Different Kind Of War); споредни антагониста 19. Хенри Арнет (Метју Дел Негро) — „Голи град” (енгл. ) 20. Харолд Стоунман (Џон Проски) — „Голи град” (енгл. ) 21. Вилсон „Вили Вулф” Рид (?) — „Голи град” (енгл. ) |

### Жртве
| 1. Џесика Хамилтон (Хејли Рам) 2. Џун Балард (Марија Чина) 3. Ејдријан Блек* (Лари Кларк) 4. Џулија Рандал (—) 5. Селин Хенри (Лили Рејнс) 6. Антонија Малдонадо (—) 7. Евелин Самерс (—) 8. Битлстон (—) 9. Боу (—) 10. Корнел Тајри (—) 11. Тајрон Ламонт (—) 12. Ернесто Хуарез (Сал Лопез) 13. Хуан Гарсија Круз (Мани Монтана) 14. Хорхе Гарсија Круз (—) 15. Тереза Таралдсен (?) 16. Дидре Молер (—) 17. Скутер Пејтон (—) | 1. Еверет Гејџ (—) 2. Лестер Патисон (Метју Л. Собел) 3. Кенди Едвардс (Џесика Кипер) 4. Еди Макголдрик (Елиот Бенџамин) 5. Крис Маџузки (Блејк Грифин) 6. Џон Хигинс (Џон Брикнер) 7. Патрик Коноли (Џонатан Чејс) 8. Мајкл Дрискол (Еван Хелмут) 9. Волтер Бекет (Метју Алан) 10. Хенк Сојер (—) 11. Едвина Сојер (—) 12. Хенри Сојер (—) 13. Џесика Сојер (—) 14. Мајк Морели (—) 15. Лу Бакволтер (—) 16. Харлан Фонтејн (Питер Бломквист) |

### Сведоци
| 1. Освалд Џејкобс (Хал Ландон мл.) 2. Дадли Линч (Мајкл Глејдис) 3. Нејт Вилки (Харисон Вајт) 4. Вирџинија Рејнолдсон (Сид Стритматер) 5. Џенифер Хорган (Одри Василуски) 6. Маргарет Блек* (Кејт Конор) | 1. Шенон Пери (Аманда Бут) 2. Кловис Галета (Ијари Перез Лимон) 3. Ендру Фикман (Дејвид Велс) 4. Џон Фердинанд Џејмисон (Стивен Монро Тејлор) 5. Хедер Свонсон (Ерин Чејмберс) |

### Остали
| 1. Елса Ликтман (Ерика Хејнац) — певачица у џез клубу и Фелпсова љубав 2. Леонард Питерсен (Лари Саливан) — помоћник окружног тужиоца (енгл. ) 3. Алберт Линч (Мајкл Шејмус Вајлс) — истражитељ пожара у Ватрогасној служби Лос Анђелеса (енгл. ) 4. Гај Макафи (—) 5. Дик Макол (Роберт Кертис Браун) 6. Тан До (Клајд Јасухара) 7. Ајван Рејсик (Мајкл Бофшевер) 8. Ричард Кумбс (Керт Фулер) 9. Џони Стомпанато (Енди Даволи) 10. Габријел Дел Гадо (Алехандро Хосе Чабан Родригез) 11. Клиф Харисон (Џонатан Ранјон) 12. Силија Стенли (Шон Хаф) 13. Хуан Франсиско Валдез (Џефри Ривас) 14. Вилијам Дјуи (Лајл Кануз) 15. Ана Родригез (Вејн Милон) 16. Мишел Елуиз Молер (Абигејл Мавити) 17. Флечер Баурон (Џ. Патрик Макормак) 18. Мари Фелпс (Кони Флечер) 19. Вернон Мејпс (Џек Конли) 20. Гордон Лајтвол (Мајкл Чифо) 21. Аирто Санчез (Карлос Алварадо) 22. Хенк Мерил (Џејмс Имекас) 23. Џејмс Кенеди (Крис Фландерс) 24. Оуен Данихер (—) 25. Хауард Парнел (Морлан Хигинс) 26. Џон Канингам (Рич Сомер) 27. Дон Стефенс (Скот Мајкл Морган) 28. Кетрин Бартон (Дебра Кристоферсон) 29. Дијего Агилар (Џо Нијевес) 30. Дадли Форман (Денис Кокрам) 31. Бени Клаф (Рич Хачман) 32. Оливија Волкерт (Ејми Дешејс) 33. Џон Холмс (Даг Томпос) 34. Бернард Метијер (Травис Шулт) 35. наредник Чизом (—) 36. Волтер Робинс (Џозеф Калп) 37. Беверли Ивстром (Барбара Кер Кондон) 38. Џозеф Неско (Френк Новак) 39. Френк Остерман (Рон Роге) 40. Стивен Бигелоу (Џон Тадијас) 41. Серхио Рохас (Рамон Франко) 42. Вили Холбек (Клод Шајерс) 43. Расел Холбек (Мет Риди) 44. Фред Николсон (Рон Перкинс) 45. Доналд Сандлер (Томас „Том” Кникербокер) 46. Теранс Чилтон (Лони Хјуз) 47. Дејвид/Стивен Хендрикс (Рандолф Адамс) 48. Артур Мос (Кевин Скот Ален) 49. Ајлин Кларк (Патриша Дестро) 50. Одри Гил (Кетрин Бојхер) 51. Џејмс Елсинор (Џарет Слипер) 52. Дмитриј Педаченко (Мет Гленденин) 53. Марлин Варнер (Триша Дебски) 54. Хари Саливан (Боб Раш) 55. Данијел Улман (Еди Дрискол) 56. Елинор Хопкин (Џоана Барон) 57. Лео Епстајн (Гриф Фурст) 58. Виктор Химинез (Ар-Џеј Канту) 59. Артур Мот (—) 60. Марион Лондерс (Џен Дроан) 61. Магарита Кансино (Бар Пали) 62. Дон Каравеј (Пол Макарти-Бојингтон) 63. Волтер Менш (Кен Лернер) 64. Дејвид Бремнер (Бруно Оливер) 65. Дебора Вилијамс (Карис Кембел) 66. Артуро Ривера (Сал Лопез) 67. Нелсон Гејнс (Десин Тери) 68. Синтија Грејам (Вероника Тејлор) 69. Хана Таралдсен (Лекси Џурден) 70. Лена Таралдсен (Емали Ејбрамс) 71. Ден Роџерс (Мики Мејер) 72. Вилијам Перди (Данијел Макман) 73. Бенџамин Кивер (Хју Холуб) 74. Ђани Темперино (Мајкл Корнакија) 75. Виктор Сандерс (Скот Хоксби) 76. Фреди Калхун (Џејмс Џордан) 77. Френк Зеферели (Џејмс Џордано) 78. Стјуарт Барнс (Патрик Кавано) 79. Чин Вонг (Ло Минг) 80. Вилард Филбрик (Сал Вискјусо) 81. Марлин Бел (Анмари Кенојер) 82. Вернон Макнил (Џејмс Мосис Блек) 83. Вилт Еџерсон (Малколм Фостер Смит) 84. Хари Букмејкер (Џон Даглас Вилијамс) 85. Хари Даглас (И-Џеј Калахан) 86. Холис Стоун (Кевин И. Вест) 87. Пејџ Френклин (Риба Данијелс) 88. Ерни Бароу (Боби Хол) 89. Џејкоб Шмит (Ален Хупер) 90. Винифред Греј (Триша Ла Фаш) 91. Пол Кадарауски (Бен Дејвис) 92. Ајван Робинсон (Енди Хирш) 93. Елајас Вебли (Пол Шакман) 94. службеник хитне помоћи Реми (Роберт Е. Џонсон) 95. Алвин Вулф (Ерик Калеро) 96. Саксон Шерли (Џаред Ворд) 97. Чак Вандерхорст (Марк Голдсмит) 98. Џејк Ремпли (Дејвид Гринман) 99. Џек Форман (Мајкл Едвин) 100. Грејс Хјустон (Емили Сандифер) 101. Сем Тарнер (Вилијам Вотерсон) 102. Едвард Хемингс (Гај Нардули) 103. Стивен Ваг (Џонатан Кауалски) 104. Монти Рејнолдс (Карлтон Вилборн) 105. Херман Дензлер (Дарин Тундер) | 1. Џејмс Мар (Крис Ерик Медокс) 2. Џозеф Џексон (Брајан Норис) 3. Вилијам Барлоу (Доналд Сејџ Макеј) 4. Рекс Бакланд (Ник Јусеф) 5. Трој Браун (Рајан К. Смит) 6. Емили Лукенбак (Ерин Сандерс) 7. Лина Таралдсен (Емали Ејбрамс) 8. Филип Тонкинс (Џо Еџендер) 9. Дарси Конорс (Миранда Лили) 10. Карен Хилтшер (Кирстен Лајонс) 11. Еди Финдли (Ник Фју) 12. Харолд Кирби (Рејмонд О’Конор) 13. Еди Марголис (Рамон Камачо) 14. Аделејд Финч (Џули Санфорд) 15. Реј Букмејкер (Дејвид Х. Лоренс ) 16. Гарфилд Хендерсон (Џо Басил) 17. Волтер Тајлер (Пол Пардучи) 18. Луис Стефенс (Портер Кели) 19. Морис Гринфилд (Брајан Каталано) 20. Данијел Велингтон (Џеј Силс) 21. Честер Кинг (Мајкл Пиплс) 22. мед. сестра Дабнер (Керолајн Данкан) 23. Дејл Гадбери (Џон Ерик Бентли) 24. Бети Џојнер (Лили Рејнс) 25. Емет Шнајдер (Брандон Молејл) 26. Хенк Њуберн (Тајлор Чејс) 27. Луис Пелтон (Кери Хангерфорд) 28. Марија Латорела (Габријела Маде) 29. Ернест Ејвери (Џон Чиколини) 30. Алфонс Дагбо (Бамбађан Бамба) 31. Луис Линколн (Пол Ганус) 32. Лефти Робертс (Дасти Сорг) 33. Рејмонд Гордон (Мајкл Енсајн) 34. Лестер Вагнер (Рајан Хани) 35. Франсис Воткинс (Данијел Кунц) 36. Џеси Дан (Катер Катшо) 37. Џенива Мејхју (Џосан Макгибон) 38. Руфус Диксон (Дон Крич) 39. Калвин Шонеси (Рајан Кристијансен) 40. Курт Холанд (Алан Лоајза) 41. Еди Адамс (Брет Тинес) 42. Роналд Белами (Вилијам Дафи) 43. Чарли Конвеј (Морган Раслер) 44. Дорис Вест (Анџела Литл Макензи) 45. Нејтан Дантли (Џон Бобек) 46. Елизабет Еберли (Алекса Алемани) 47. Руди Галета (Томас Крофорд) 48. Флоренс Џенкинс (Пет Крофорд Браун) 49. Литл Бој (Боб Кохер) 50. Џејмс Хејни (Роберт Максхајмер) 51. Скот Хилијер (Еван Арнолд) 52. Трејвис Хорнибрук (Џон Чиколини) 53. Морин Кегли (Данијела Каплауиц) 54. Бартон Киз (Роберт Бјут) 55. мед. сестра Рандал (Мори Морган) 56. Џуди Лин (Сузана Голдиш) 57. Боб Маршал (Џорџ Гердис) 58. Мервин Букмејкер (Катер Гарсија) 59. Џорџ Марфи (Зејн Холц) 60. Френк Норис (Макс Адлер) 61. Гејл О’Хара (Лајесл Ехарт) 62. Џорџ Хенеси (Пи-Џеј Маршал) 63. Стивен Хувер (Гриф Кохут) 64. Херман Солтер (Роберт Питерс) 65. Џес Самонс (Даг Синклер) 66. Вилијам Стронг (Роб Елк) 67. Чак Тотерман (Дру Читвуд) 68. Хари Весткот (Џон Колела) 69. Рут Даглас (Џули Макнајвен) 70. Стјуарт Баркли (Мет Прајс) 71. Ерик Салцман (Брајан Коновол) 72. Пол Милер (Скот Ведербај, Боу Борден) 73. Џорџија Кент (Џулс Вилкокс) 74. Бренда Ален (—) 75. Багзи Сигел (—) 76. Џек Драгна (—) 77. Кларенс Флеминг (—) 78. Тимоти Ли (—) 79. Џими Атли (—) 80. Камил Балард (—) 81. Огаста Самерс (?) 82. Чарлс Мерфи (—) 83. Тад Грин (—) 84. Барбара Лапенти (Мајра Терли) 85. Џоана Алфорд (Адрија Тенор) 86. Харијет Пајпер (—) 87. Џони Голдберг (Дон Лус) 88. Френк Стајнер (Џошуа Фејнман) 89. Чак Хадли (Џери О’Донел) 90. Ерол Анџио (Реј Галегос) 91. Дејвид Хилијер (?) 92. Дејвид Паркер (Брајс Бекам) 93. Флојд Вокер (Рики Хорн мл.) 94. Самјуел Хонис (Стерлинг Џоунс) 95. Феликс Алваро (Мани Монтана) 96. Кристофер Маџевски (Блејк Грифин) 97. Томас Стејтам (Шад Харт) 98. јапански војник (Акије Котабе) 99. Марија Аранда (Џил Римез) 100. Хиполито Малдонадо (Џозеф Џулијан Сорија) 101. Боби Рос (—) 102. Хови Бил (—) 103. Џејмс Беласко (Лукас Бенкен) 104. Џин Арчер (Кимберли Питерсон) 105. Нет Спенсер (Ла Монд Берд) |

## Критике
Ликови су генерално добро прихваћени. Џастин Макелрој из Џојстика рекао је да су ликови и сценарио лепо комбиновани да L.A. Noire сместе међу „најфасцинантније видео-игре икад направљене”. Бред Шумејкер из Џајант бомба похвалио је јукстапозицију између Фелпса и „атмосфере корупције, пароније и опортунизма”. Мајкел Рапараз из Гејмсрејдара осећа како је Фелпс у почетку „роботски безвезњак”, али да касније — како се радња игре развија — постаје све пожељнији лик. Стивен Тотило из Котакуа био је фасциниран дубином ликова, нарочито тиме што је толико тога о Фелпсу остало непознато све до самог краја радње. Стив Боксер из Гардијана изјавио је да су догађаји у Фелпсовом животу повећали обујам игрице. Оли Велш из Јурогејмера написао је да се — иако радња игре помаже у „уношењу живота у ликове” — ликови као што је Фелпс и даље доимају „сувопарним”.
Перформанс ликова такође је добио много похвала. Еџ је истакао Статонов „солидан” перформанс, али је написао да се помоћна постава — као што је перформанс Конелија у улози капетана Донелија — „посебно издваја”. Хилари Голдстајн из Ај-Џи-Ена прокоментарисао је како су елементи перформанса, укључујући манир(изм)е и изразе глумаца, заиста за похвалу. Мет Хелгесон из Гејм информера описао је позајмљене гласове као „висококвалитетне” и „изврсне”. Шумејкер из Џајант бомба написао је да се перформанси „крећу на лествици од доброг до одличног”. Ентони Галегос из Ај-Џи-Ена написао је како перформанси буде јединствену емпатију и емоције, те плене пажљу играча. Неки од глумаца су добили и награде за своје перформансе; Статон је имао номинацију за Бафту и награду Дејли телеграфа.